# Radverkehr in Freiburg im Breisgau

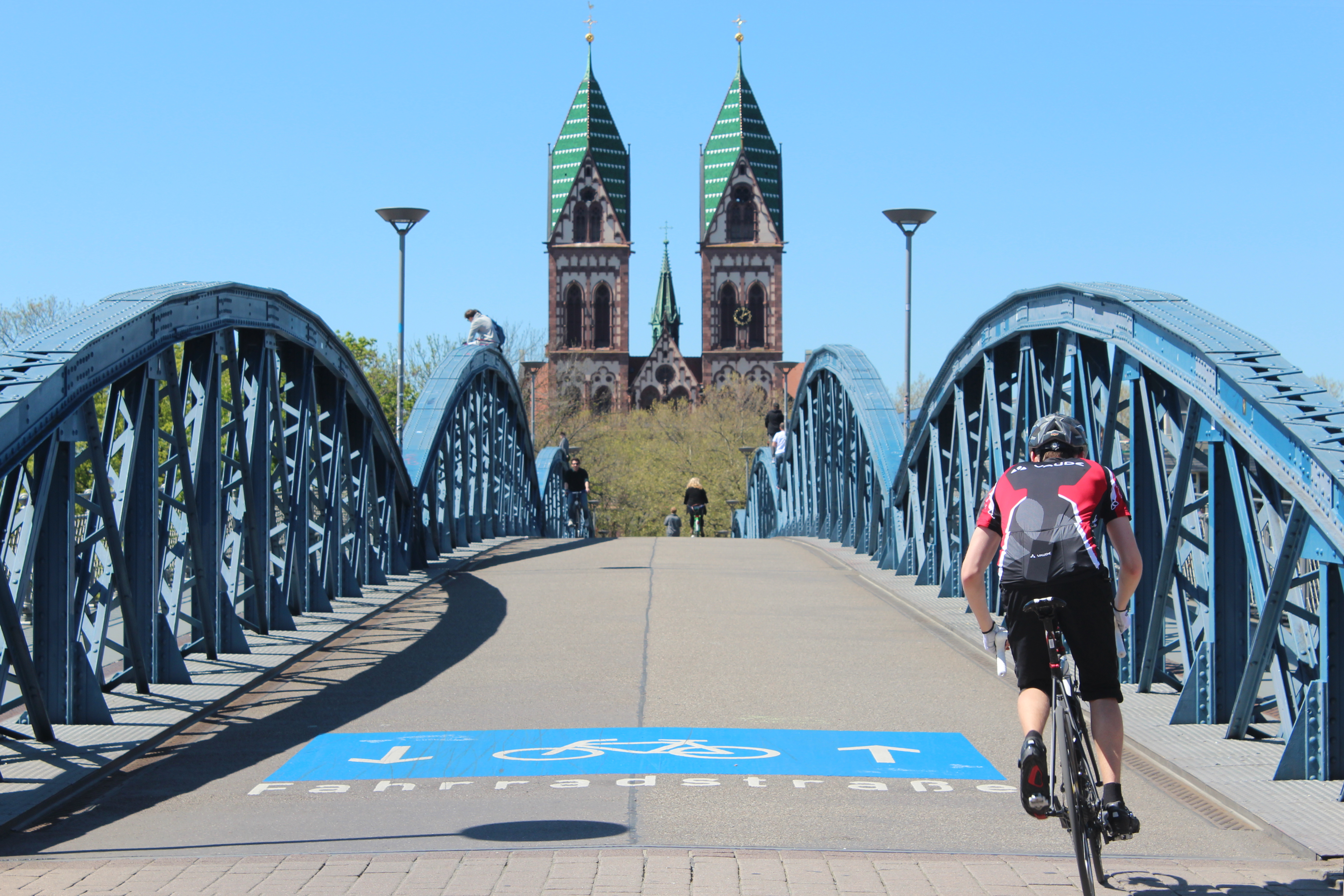
Wiwilíbrücke – Radverkehrsknotenpunkt Freiburgs

Der Radverkehr stellt in Freiburg im Breisgau das Verkehrsmittel mit dem größten Anteil am Gesamtverkehr dar. Das Radfahren hat eine große Bedeutung innerhalb der Freiburger Stadtgesellschaft. Freiburg gehört seit Jahren neben Münster und Karlsruhe zu den drei Städten mit dem besten Ruf in Sachen Radverkehr in Deutschland.

## Allgemeines
Die Stadtbevölkerung verwendet für 31 % der Wege das Fahrrad. Das Fahrrad ist damit vor dem Fußverkehr mit 26 % und dem Auto mit 20 % das am häufigsten genutzte Fortbewegungsmittel. Für Wege, bei denen Start und Ziel innerhalb Freiburgs liegen, wird zu 34 % das Rad verwendet vor dem Fußverkehr mit 29 % und dem Auto mit 17 %. Freiburg erreicht damit im Vergleich zu Städten mit ähnlicher Größe deutlich überdurchschnittliche Werte und gehört in Europa zu den Großstädten mit dem höchsten Anteil des Umweltverbundes und dem geringsten Anteil des Autoverkehrs.
Das erste Radverkehrskonzept wurde von der Stadt Freiburg im Jahr 1970 erstellt und seitdem weiterentwickelt.
Nachdem im Doppelhaushalt 2021/22 nach dem Fuß- und Radentscheid 16,6 Mio. Euro für den Ausbau des Fuß- und Radverkehrs vorgesehen waren, wurde der Betrag im Doppelhaushalt 2023/24 auf 9,8 Mio. Euro deutlich reduziert. Im Doppelhaushalt 2025/26 folgte eine weitere Reduzierung auf 9,0 Mio. Euro.
Freiburg verfügt insgesamt über 195 km bauliche Radwege, 34 km Radstreifen, 4 km Radschutzstreifen und 10 km Fahrradstraßen. Im Vergleich beträgt die Gesamtstraßenlänge ca. 500 km.
Wichtigster Radverkehrsknotenpunkt ist die Wiwilíbrücke über die Bahngleise am Hauptbahnhof, die an Spitzentagen von über 17.000 Radfahrenden befahren wird. Die Wiwilíbrücke ist als reine Fahrradstraße für den Kfz-Verkehr nicht zugänglich. Fahrradstraßen sind für den Kfz-Verkehr grundsätzlich gesperrt. Die meisten Fahrradstraßen erlauben nichtsdestotrotz Kfz-Verkehr durch Zusatzzeichen.
Im März 2022 wurde an drei Kreuzungen im Stadtteil Stühlinger neben den Testkreuzungen zum bundesweit ersten Mal von der vom Bund neu geschaffenen Möglichkeit Gebrauch gemacht, einen Grünen Pfeil für den Radverkehr zu installieren. Dieser ermöglicht an einer Ampelanlage das Rechtsabbiegen für den Radverkehr bei Rotlicht in der Wirkung wie ein Stoppschild.
Freiburg ist Mitglied der AGFK (Arbeitsgemeinschaft Fahrrad- und Fußverkehrsfreundlicher Kommunen) in Baden-Württemberg, erhielt zweimal die Auszeichnung Fahrradfreundliche Kommune (s. auch Wirkungen und Auszeichnungen) und hat die „Qualitätsstufe“ der AGFK BW erreicht.
Seit 2021 nimmt Freiburg an der Aktion Stadtradeln teil. Teilnehmer haben dabei auch die Möglichkeit, ihre Radfahrten von einer App aufzeichnen zu lassen. Die dadurch erzeugten Daten werden für die Radverkehrsplanung verwendet.
Fuß- und Radentscheid
Der Fuß- und Radentscheid ist ein Verbund lokaler Initiativen, die in verschiedenen Städten im Bundesgebiet das Ziel verfolgt oder verfolgt hat, durch Bürgerentscheide die Verkehrssituation für den Fuß- und Radverkehr zu verbessern. In Freiburg gründete sich die Initiative im Sommer 2019 aus der Mitte verschiedener bestehender Verbände etwa dem ADFC, VCD und Greenpeace. Die Initiative sammelte ab Juli 2020 Unterschriften für zwei konkrete Vorhaben: einmal die Herstellung eines radverkehrsfreundlichen Innenstadtringes und einmal ein allgemeines Maßnahmenprogramm zur Verbesserung des Rad- und Fußverkehrs für die kommenden Jahre. Zwischen Juli und Oktober wurden ca. 42.000 Unterschriften gesammelt und der Stadtverwaltung übergeben. Die Stadtverwaltung und der Gemeinderat erklärten das Bürgerbegehren für unzulässig, erarbeiteten allerdings ein Maßnahmenprogramm, das eine Stärkung des Rad- und Fußverkehrs vorsah. Als direkte Folge wurde im Jahr 2022 auf dem Schlossbergring als Teil des Innenstadtringes eines Streifens, die bis dahin dem Kfz-Verkehr vorbehalten war, dem Radverkehr zugeschlagen, wodurch der bisherige Radweg als Gehweg genutzt werden konnte.

## Fahrradverleihsystem Frelo

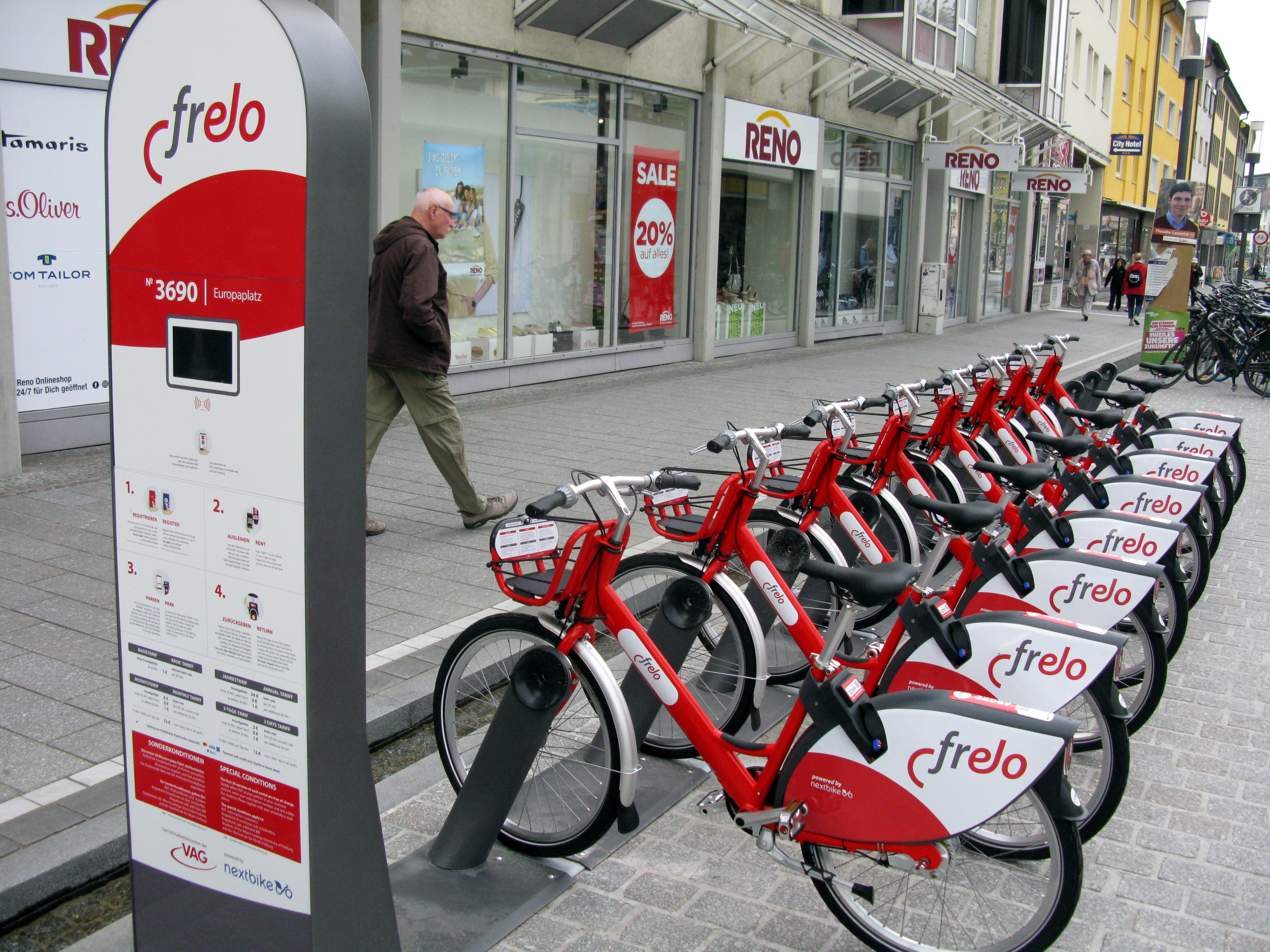
Frelostation am Europaplatz

In Freiburg existiert das stationsbasierte Fahrradverleihsystem „Frelo“, das im Mai 2019 eingeführt wurde. Dieses wird von der Freiburger Verkehrs AG betrieben und von Nextbike geliefert. Zu Beginn gab es 400 Leihräder an 56 Stationen.
Mittlerweile stehen knapp 780 Räder, davon 20 Lastenräder, an 100 Stationen zur Verfügung. Für Studierende der Freiburger Hochschulen ist die Benutzung der Frelos in der ersten halben Stunde im Rahmen des Semesterbeitrages inbegriffen.
Im Jahr 2024 wurden über 755.000 Fahrten mit den Rädern absolviert, im Rekordmonat im Juli 2024 mehr als 83.000. Im Vergleich dazu verzeichnet MVG-Rad in München und Umgebung bei 4.500 Rädern ca. 700.000 Ausleihen pro Jahr. Neben dem Hauptbahnhof und der Mensa in der Altstadt sind die Stusie als größtes Studierendenwohnheim in Freiburg und die Station Albertstraße im Institutsviertel im Stadtteil Neuburg die meistfrequentierten Stationen. An besonders frequentierten Stationen wird Werkzeug zur Reparatur der privaten Fahrräder zur Verfügung gestellt.
Ab 2026 wird im Zuge der Ausweitung ins Umland neben der Leihe herkömmlicher Fahrräder die Leihe von Pedelecs ermöglicht. Hierzu werden im Freiburger Stadtgebiet ca. 70 Pedelecs angeschafft werden, die an allen Stationen ausgeliehen und zurückgegeben werden können. Die Zahl der Stationen und der herkömmlichen Räder im Stadtgebiet wird konstant gehalten werden. Statt lediglich den Studierenden der Universität Freiburg haben dann die Studierenden der aller Freiburger Hochschulen die Möglichkeit, die Räder bis zu 30 Minuten kostenlos zu nutzen.
Im Februar 2025 wurde die Ausschreibung für den Zeitraum von 2026 bis 2031 abermals von Nextbike gewonnen. Es besteht eine Verlängerungsoption um weitere zwei Jahre.
Ausweitung in das Umland
Ab 2020 wurden Teststationen in den Ortschaften und der Umlandsgemeinde Umkirch errichtet. Nach Ablauf des Testzeitraumes wurden bis auf wenige Ausnahmen alle Teststationen in feste Stationen umgewidmet. Ab 2021 erhielten auch die Umlandgemeinden Gundelfingen und Merzhausen Teststationen, die nach Ablauf des Testzeitraumes als feste Stationen fortgeführt wurden.
Im März 2024 folgten Denzlingen, Vörstetten und Reute, im Juli Bad Krozingen und im August Schallstadt. Ab der neuen Ausschreibungsrunde ab 2026 wird dies im Landkreis Emmendingen auch für Emmendingen, Kenzingen, Elzach und Sexau gelten. Im Landkreis Breisgau-Hochschwarzwald haben zudem Ebringen, Kirchzarten, Gottenheim, Bötzingen und Staufen die Einführung beschlossen. Die Anzahl der Stationen wächst auf 160, die Zahl der herkömmlichen Fahrräder auf 900. Zusätzlich kommen 200 Pedelecs neu hinzu.
Nach dem gültigen Vertrag mit Nextbike können nach zwei sowie nach drei Jahren, also zu Beginn der Jahre 2028 und 2029 weitere Städte und Gemeinden beitreten.
Anbindung der Gewerbegebiete
Im Oktober 2023 wurden zur Anbindung des Industriegebietes Hochdorf drei neue Stationen in Betrieb genommen, die durch dort ansässige Unternehmen mitfinanziert werden. Zwei Stationen befinden sich im Industriegebiet selbst, eine weitere am nahe gelegenen Haltepunkt Hugstetten an der Breisacher Bahn. Damit wurde auch die Gemeinde March in das Einzugsgebiet aufgenommen.
Im Gewerbepark Breisgau, der größtenteils zum Gemeindegebiet Eschbach gehört, stehen seit April 2024 fünf Stationen zur Verfügung, eine weitere am ca. 1,5 km entfernten Bahnhof in Heitersheim.
| Jahr | Stationen | Räder | Pedelecs | Lastenräder | Ausleihen | Nutzer |
| ---- | --------- | ----- | -------- | ----------- | --------- | ------ |
| 2019 | 56        | 400   | —        | —           | 220.000 1 |        |
| 2020 | 74        | 530   | —        | —           | 300.038   | 16.500 |
| 2021 | 84        | 615   | —        | 20          | 374.567   | 36.000 |
| 2022 | 92        | 720   | —        | 20          | 583.446   | 46.000 |
| 2023 | 100       | 780   | —        | 20          | 675.000   | 66.000 |
| 2024 | 100       | 780   | —        | 20          | 755.000   | 80.000 |
|      |           |       |          |             |           |        |
| 2026 | 160       | 900   | 200      | 22          |           |        |

## Fahrradmitnahme
In den Zügen des Regionalverkehrs ist die Fahrradmitnahme wie überall in Baden-Württemberg in der Regel kostenfrei. Ausnahmen gelten für die Stoßzeiten wochentags zwischen 6.00 Uhr und 9.00 Uhr, für die ein Fahrradticket gelöst werden muss.
Die Schauinslandbahn kann mit pro Gondel zwei Fahrräder transportieren, für die ein Fahrradticket gelöst werden muss.
In der Straßenbahn in Freiburg ist die Fahrradmitnahme ausgeschlossen, ebenso in den Bussen im Stadtgebiet. Wochenends und feiertags in den Sommermonaten verkehren im Freiburger Umland auf der Linie 7215 Kirchzarten – Notschrei – Todtnau und 7300 Zell im Wiesental – Feldberg – Titisee spezielle Radbusse, die bis zu fünf Räder transportieren können. Für den Transport eines Rades muss ein Fahrschein gelöst werden.

## Radverkehrskonzept

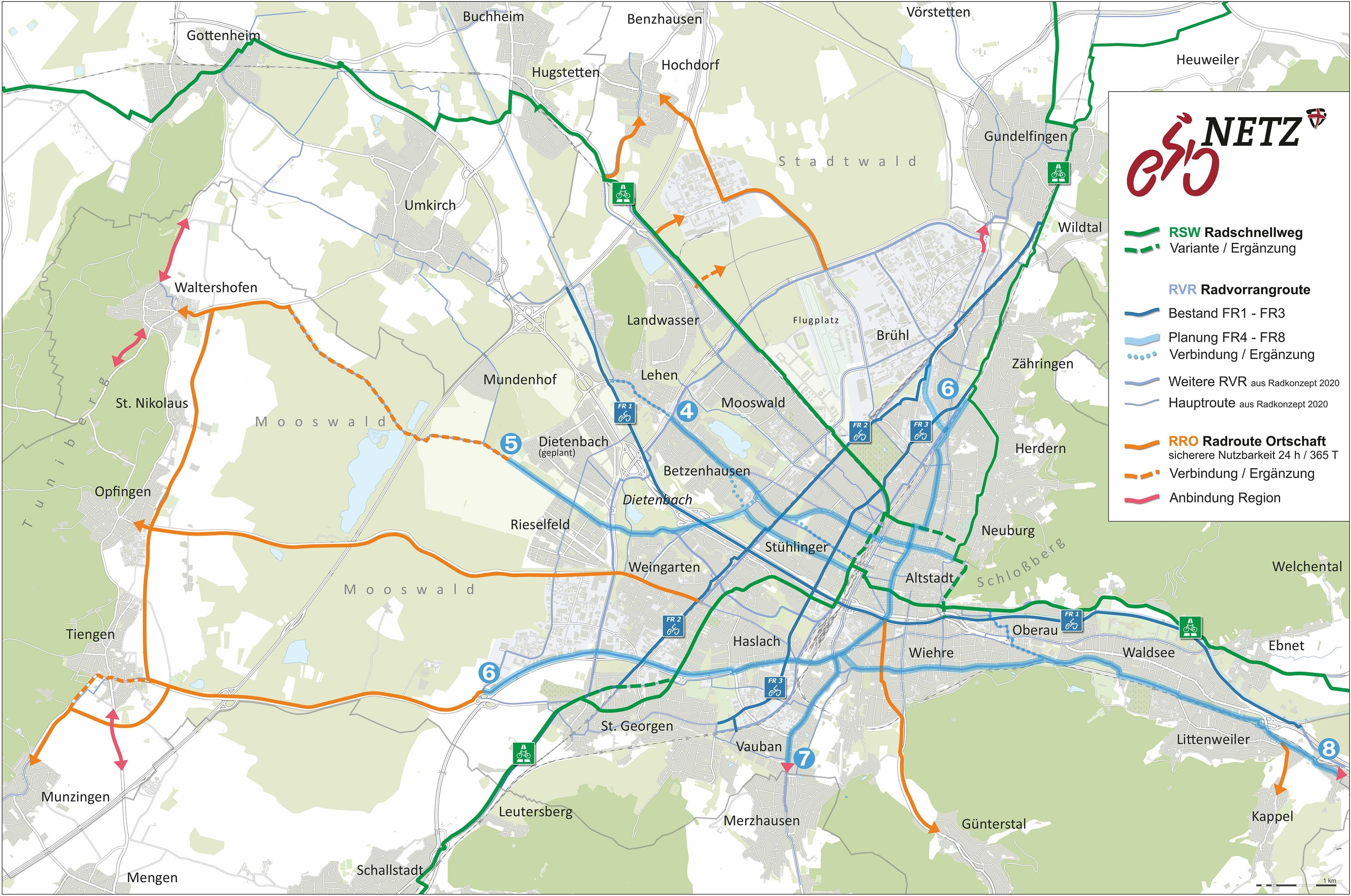
RadNETZ plus

Im April 2023 wurde das sogenannte RadNETZ plus als neues Radverkehrskonzept der Stadt Freiburg im Breisgau im Gemeinderat beschlossen. Das RadNETZ plus stellt eine Aktualisierung des im Jahr 2012 entwickelten Radverkehrskonzept 2020 dar. Der Plan für das zukünftige RadNETZPlus sieht vier sogenannte Radschnellwege und acht Radvorrangrouten vor. Die Radschnellwege sollen dabei über die Stadt hinaus attraktive Radverkehrsverbindungen ins Umland darstellen, die Radvorrangrouten dienen der Abwicklung des innerstädtischen Verkehrs.
Geplant sind ein Radschnellweg in Richtung Norden nach Emmendingen und Waldkirch in Form eines Y, ein Radschnellweg in Richtung Osten nach Kirchzarten, ein Radschnellweg in Richtung Süden nach Bad Krozingen und ein Radschnellweg in Richtung Westen nach Breisach. Die Achsen sind bereits zum jetzigen Zeitpunkt durchgehend befahrbar. Es geht bei der Umsetzung vor allem um die Verringerung von Zeitverlusten an Kreuzungen und die Erhöhung der Verkehrssicherheit.
Das RadNETZ plus stellt eine Aktualisierung und Priorisierung des Radverkehrskonzept 2020 dar. Im RadNETZ plus sind weniger Routen vorgesehen als im Radverkehrskonzept 2020. Der Fokus liegt hier neben der Erhöhung der Verkehrssicherheit auf der schnellen Umsetzbarkeit, sodass die meisten Strecken mit größeren und komplexeren Projekten aus dem Radverkehrskonzept 2020 nachrangig betrachtet werden. Das RadNETZ plus stellt lediglich eine Schwerpunktsetzung für den Ausbau des Radverkehrs dar, das Radverkehrskonzept 2020 behält seine Gültigkeit neben dem RadNETZ plus.
Selbstverständlich ist Freiburg auch in das RadNETZ Baden-Württemberg eingebunden. Dessen Alltagsrouten verbinden Freiburg
- über den Stadtteil Zähringen und über Gundelfingen mit Emmendingen und mit Waldkirch,
- über Umkirch und Gottenheim mit Breisach,
- über den Stadtteil St. Georgen und über Schallstadt mit Bad Krozingen und
- mit Kirchzarten. Diese Strecke soll perspektivisch über Hinterzarten nach Titisee-Neustadt verlängert werden („Zielnetz“). Die jetzige Strecke von Kirchzarten nach Hinterzarten hat eher touristischen Charakter.

### Radschnellwege
Radschnellwege mit einem Potential über 2.500 Radfahrer pro Tag erlangen den Status einer Landstraße. Bei Landstraßen liegt die Baulast grundsätzlich beim Land Baden-Württemberg. Kommunen mit mehr als 30.000 Einwohnern tragen allerdings die Baulast innerhalb ihrer Ortsdurchfahrten. Radschnellwege mit einem Potential von 2.000–2.500 Radfahrern pro Tag werden als Kreisstraßen eingestuft. Die Baulast tragen die Landkreise. Der Baulastträger ist zuständig für die Planung, den Bau und die Unterhaltung des jeweiligen Verkehrsbauwerkes. Die Bedeutung dieser Schwelle in finanzieller Hinsicht wird durch die Gewährung von Zuschüssen durch das Land Baden-Württemberg und den Bund abgemildert.
Für den Radschnellweg nach Emmendingen und Waldkirch schätzt das Land Baden-Württemberg das Potential auf über 2.500 Radfahrer pro Tag. Die Baulast liegt somit beim Land Baden-Württemberg, das durch das Regierungspräsidium Freiburg vertreten wird. Für den Verlauf innerhalb der Ortsdurchfahrt Freiburgs ist die Stadt Freiburg zuständig.
Für die Radschnellwege nach Kirchzarten, Breisach und Bad Krozingen wird vom Land Baden-Württemberg das Potential auf 2.000–2.500 Radfahrern pro Tag eingestuft. Die Baulast liegt somit beim Landkreis Breisgau-Hochschwarzwald und bei der Stadt Freiburg. Für den Abschnitt zwischen Bad Krozingen und Müllheim wird das Potential auf unter 2.000 Radfahrer pro Tag eingeschätzt, was sich finanziell auf die Zuschüsse auswirkt.

#### Radschnellweg nach Emmendingen und Waldkirch
Der Radschnellweg mit der Bezeichnung RS 6 nach landesweiter Zählung soll von Freiburg bis Denzlingen verlaufen und sich dort in einen nördlichen Ast nach Emmendingen und einen nordöstlichen Ast nach Waldkirch auffächern. Aufgrund der Form wird die Strecke auch als Breisgau-Y bezeichnet.
Der Radschnellweg soll auf der ganzen Strecke Vorrang bekommen. Kreuzungen mit rechts-vor-links-Regelung sollen dabei umgestaltet und Vorfahrtsstraßen eingerichtet werden. Der zur Verfügung stehende Verkehrsraum soll neu verteilt werden, um Platz für den Radverkehr zu schaffen. Insbesondere sollen Parkplätze für den ruhenden Verkehr wegfallen. Die betroffenen Straßen sollen soweit möglich in Fahrradstraßen umgewandelt werden. Innerhalb Freiburgs soll dort, wo genügend Platz zur Verfügung steht, ein gepflasterter Mittelstreifen eingezogen werden, um die Fahrbahn baulich an die Geschwindigkeiten des Radverkehrs anzupassen.
Besondere Bedeutung soll dabei der Sperrung der Unterführung unter der Badischen Hauptbahn bei der Hinterkirchstraße für den Kfz-Verkehr zukommen.

##### Abschnitt Freiburg – Gundelfingen

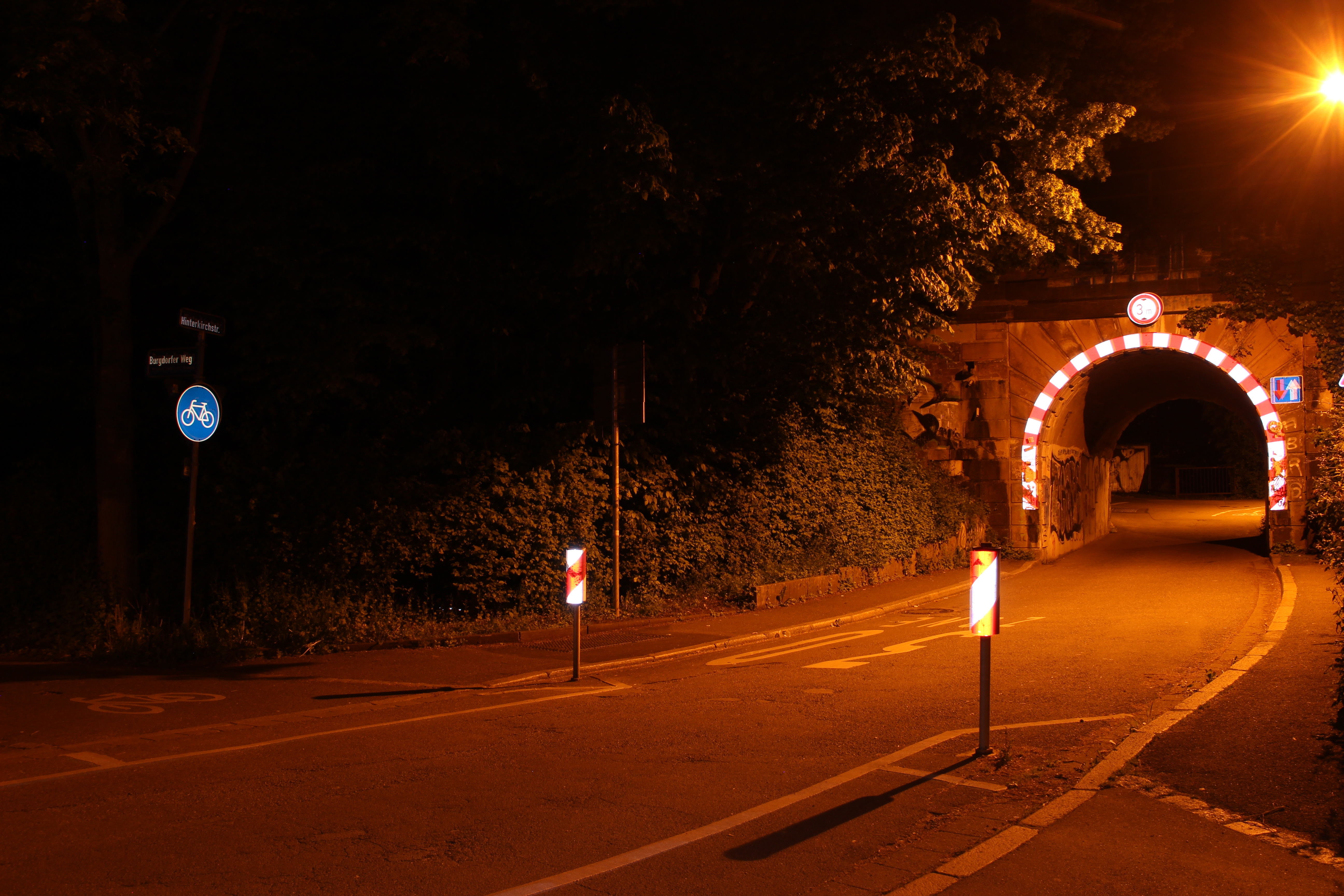
Die Unterführung in der Hinterkirchstraße soll als Engstelle für den Kfz-Verkehr gesperrt werden. Links biegt der RS 6 auf den Burgdorfer Weg

Für den Verlauf des Radschnellweges waren auf dem Freiburger Stadtgebiet verschiedene Varianten vorgesehen. Im April 2023 sprach sich der Gemeinderat für die Variante Herdern-Ost aus. Die alternative Variante Institutsviertel entspricht in großen Teilen dem nördlichen Abschnitt der Radvorrangroute FR 6 und die Variante Güterbahn weitgehend dem nördlichen Abschnitt des FR 2. Die Varianten sollen als Radvorrangrouten ebenfalls verwirklicht werden, allerdings mit geringerem Ausbaustandard.
Erster Bauabschnitt
Im Detail soll der Radschnellweg vom Stadtgarten nach Norden über die Stadtstraße zum Heinrich-Rosenberg-Platz und über die Schlüsselstraße, Richard-Wagner-Straße und die Händelstraße verlaufen. Am Stadtgarten schließt sich über den Schwabentorring ein Ast des Radschnellweges nach Kirchzarten und nach Westen der Radschnellweg nach Breisach bzw. am Friedrichsring der FR 4 zum restlichen Freiburger Radnetz an.
Am nördlichen Ende der Händelstraße in der Unterführung zur Hinterkirchstraße unterquert der RS 6 die Badische Hauptbahn. Diese Unterführung stellt bislang eine Engstelle dar und soll für den Kfz-Verkehr gesperrt werden, um genügend Platz zu erhalten. Es ist angedacht, diese Maßnahme möglichst schnell zu realisieren, um den bereits heute konfliktträchtigen Bereich zu entschärfen. An der Unterführung beginnt auch der FR 3 über die Stuttgarter Straße, der damit eine alternative Variante in Richtung Uniklinik und Stühlinger darstellt.
Der Baubeginn für diesen Abschnitt ist für Ende des Jahres 2025 vorgesehen.
Zweiter Bauabschnitt
Weiter soll der Radschnellweg über den Burgdorfer Weg entlang der Badischen Hauptbahn verlaufen und über die Wildtalstraße zur Stadtgrenze führen. Die Kreuzung des Burgdorfer Weges mit der Wildtalstraße und der Reutebachgasse mit Unterführung unter der Badischen Hauptbahn soll umgestaltet werden, um Konflikte zwischen Rad-, Fuß- und Kfz-Verkehr zu entschärfen. Dabei soll die Fahrbahn der Reutebachgasse für bessere Sichtverhältnisse verengt und Fußgängerüberwege geschaffen werden.
Gundelfingen
An der Wildtalstraße wechselt der Radschnellweg auf die östliche Seite der Badischen Hauptbahn. In Gundelfingen soll am Obermattenbad die Einmündung von der Schwarzwaldstraße mit der Unterführung unter der Badischen Hauptbahn mit einem Mini-Kreisel ausgestattet werden, um den Verkehr aus Gundelfingen aufzunehmen. Bei der Unterführung unter dem Gundelfinger Weg soll eine zusätzliche Unterführung speziell für den Radverkehr geschaffen werden, um den Fußverkehr vom Radverkehr trennen zu können. Nach der Anbindung des Haltepunktes Gundelfingen soll die überdimensionierte Kreuzung vom Glotterpfad zur Waldstraße zu einer Kreisverkehrskreuzung umgebaut werden.
Auf der nördlichen Seite der Kreuzung sollte ursprünglich im Zug der Verlängerung der Straßenbahn nach Gundelfingen die Endhaltestelle entstehen. Der RS 6 sollte diesen Bereich so queren, dass keine Konflikte zu einer späteren Verwirklichung der Straßenbahn entstehen würden. Nach dem Bürgerentscheid Gundelfingens gegen die Straßenbahn im November 2023 ist kaum von einer Verwirklichung auszugehen.
An der Abzweigung zum Grünen Weg zweigt der Ast nach Emmendingen unter Anlage eines Mini-Kreisels nach links unter der Badischen Hauptbahn hindurch ab. Der Ast nach Waldkirch wird geradeaus Richtung Norden fortgeführt.

##### Abschnitt Gundelfingen – Waldkirch
Nach dem Neubau der Brücke über den Taubenbach soll der Radschnellweg scharf nach Osten abknicken, schließlich unter der Unterführung der in Richtung Glottertal führenden L 112 hindurch und weiter direkt entlang der B 294.
Die Kreisstraße vom Waldkircher Ortsteil Suggental nach Waldkirch soll entweder komplett für den Kfz-Verkehr gesperrt oder baulich so umgestaltet werden, dass ein Mischverkehr mit 30 km/h möglich ist. An der Umwandlung regt sich Kritik, die insbesondere darauf abstellt, der Ortsteil Suggental würde abgeschnitten werden, sofern die Kreisstraße für den Kfz-Verkehr nur noch eingeschränkt genutzt werden könnte. Jedoch verläuft die Kreisstraße unmittelbar parallel zur B 294 und der Ortsteil Suggental verfügt über eine Anschlussstelle an diese Bundesstraße, sodass eine Verbindung sowohl nach Waldkirch als auch ins Elz- und Oberrheintal gewährleistet ist.
Der Radschnellweg soll ein kurzes Stück entlang der L 186 in Richtung Emmendingen unter Umwandlung einer bisherigen Abbiegestreifen der L 186 in einen Radweg unter der B 294 hindurch bis zur Elz geführt werden, um den Fuß- vom Radverkehr trennen zu können. Die direkt an der Elz bereits bestehende Unterführung unter der L 186 ist aufgrund von Hochwasser regelmäßig nicht passierbar. Demzufolge soll eine Ampel installiert werden, um die L 186 oberirdisch queren zu können.
Der Radschnellweg wird weiter auf dem bereits bestehenden Rad- und Fußweg entlang der Elz bis zur Emmendinger Straße geführt, diese dort bevorrechtigt unter Anlage kleiner Rampen queren, die den Kfz-Verkehr auf der Emmendinger Straße auf die Geschwindigkeit des Radverkehrs abbremsen. Die Merklinstraße soll zur Fahrradstraße umgewandelt werden und unter Anlage eines Mini-Kreisels an der Kreuzung zur Adenauerstraße soll der RS 6 die Adenauerstraße entlang zum Bahnhofsvorplatz führen.

##### Abschnitt Gundelfingen – Emmendingen
Der Radschnellweg soll nach Querung der Badischen Hauptbahn vom Grünen Weg zur Alten Bundesstraße abbiegen und zur Gewährleistung einer geradlinigen Führung neu trassiert werden. Über zwei bestehende Unterführungen wird das Dreieck von B 294 und B 3 gequert und der Radschnellweg auf der Westseite entlang der B 3 weiter geführt. Unter Nutzung einer weiteren bereits bestehenden Unterführung unter der B 3 erreicht der Radschnellweg den Emmendinger Ortsteil Wasser auf der Ostseite der B 3. Nach Überquerung der Elz wird Emmendingen erreicht.

#### Radschnellweg nach Kirchzarten
Der Radschnellweg nach Kirchzarten beginnt an der Wiwilíbrücke, führt über die Wilhelmstraße, biegt nach links in die Belfortstraße ab und führt immer geradeaus entlang der Rempartstraße, Holzmarkt und Wallstraße an der Altstadt vorbei. Ein zweiter Ast mündet hier vom Stadtgarten kommend und dort mit Anschluss an den Radschnellweg nach Emmendingen und Waldkirch beziehungsweise den Radschnellweg nach Breisach sowie dem FR 4. Weiter führt der Radschnellweg ein langes Stück entlang der Karthäuserstraße durch die Oberau und schließlich Ebnet bis zur Stadtgrenze. Nach einem kurzen Stück entlang der L 133 biegt der Radschnellweg Richtung Südosten ab und führt auf direktem Weg auf der alten und schon lange zurückgebauten Trasse der B 31 entlang nach Zarten und weiter nach Kirchzarten.

##### Rempartstraße
Die Rempartstraße wurde kurzzeitig zur Einbahnstraße mit Fahrrichtung von der UB zur Kaiser-Joseph-Straße umgewandelt. Hierbei kam es zu größeren Rückstaus auf der Kaiser-Joseph-Straße. Nach Protesten des Einzelhandels, der befürchtete, Kunden könnten die Parkhäuser nicht mehr erreichen, wurde die Einbahnregelung auf der Rempartstraße wieder aufgehoben. Kritiker bemängeln, dass seit dem Wegfall der Einbahnstraße der Durchgangsverkehr in den angrenzenden Wohngebieten stark zugenommen habe. Eine Komplettsperrung und Umwandlung zur Fußgängerzone wird immer wieder gefordert. Alternativ soll die Belfortstraße an der UB für den Durchgangsverkehr gesperrt werden. Der Protest gegen Straßensperrungen für den Kfz-Verkehr im Sedanquartier war insbesondere auf ein anliegendes Autohaus zurückzuführen.

##### Karthäuserstraße
Nachdem sich durch den Bau des Kappler Tunnels und des Schützenalleetunnels das Verkehrsaufkommen in der Karthäuserstraße verringert hatte, wurden in die Karthäuserstraße Radstreifen angelegt und die Fahrbahn insgesamt verengt und verkehrsberuhigt. An der Kreuzung zur Fabrikstraße entstand ein Minikreisel.
Schon lange wird gefordert, die Karthäuserstraße an einer Stelle mit Modalfiltern zu versehen, um den Durchgangsverkehr von den Wohngebieten auf die B 31 zu verlagern. Die Karthäuserstraße dient auch der Entlastung des überlasteten Dreisamradweges, der gerade in der westlichen Oberau und weiter bis zur Kronenbrücke recht schmal ist und nur schwer verbreitert werden kann.

##### Schlossbergring
Im Jahr 2022 wurde auf dem nördlichen Ast zum Stadtgarten hin ein Kfz-Streifen auf der Ostseite des Schlossbergringes umgewandelt in einen Radstreifen. Der Radverkehr wurde dadurch vom Fußverkehr getrennt, der zuvor gemeinsam auf einem schmalen Bordsteinweg geführt worden war. Der fließende Verkehr wurde dadurch nicht beeinträchtigt.
Die Anlage eines radfreundlichen Innenstadtringes war eine der zentralen Forderungen des Rad- und Fußentscheides des Jahres 2020. Der Maßnahmenkatalog der Stadt Freiburg, der an Stelle des Bürgerentscheides umgesetzt werden sollte, sah dabei eine Umgestaltung des Schlossbergringes als Teilstück dieses Innenstadtringes vor.
Im Jahr 2022 wurde auf dem nördlichen Ast des Radschnellweges zwischen Stadtgarten und Kartäuserstraße ein Kfz-Streifen auf der Ostseite des Schlossbergringes in einen Radstreifen umgewandelt. Aufgrund des geringen Platzes war der Fußverkehr zuvor nur auf der Westseite vorgesehen, seit der Umgestaltung kann der Fußverkehr den Bordsteinweg nutzen. Die Wegnahme eines Fahrstreifen hatte keine Beeinträchtigungen des fließenden Verkehrs zur Folge.
Im März 2024 stellte die Stadtverwaltung erste Pläne für eine umfassende Gestaltung des Schlossbergringes vor. Hierbei sieht die vom Fuß- und Radentscheid angestrebte Variante einen Zweirichtungsradweg auf der Ostseite unter Wegfall eines weiteren Kfz-Streifen vor. Die von der Stadtverwaltung bevorzugte Variante plant dagegen eine herkömmliche Führung links und rechts am Fahrbahnrand.

##### Wiwilíbrücke
Überlegt wird auch, die Treppe vor dem Konzerthaus zur Wiwilíbrücke, die erst im Jahr 1998 im Zuge der Sperrung für den Kfz-Verkehr gebaut worden ist, zu einer weiteren Rampe für den Radverkehr zurückzubauen.

#### Radschnellweg nach Bad Krozingen
Der Radschnellweg nach Bad Krozingen soll von der Mathildenstraße, von wo der Radschnellweg nach Breisach abzweigt, über die Marchstraße und an der Stühlingerseite des Bahnhofs entlang über die Wentzingerstraße mit Kreuzung des FR 4 verlaufen. Der Radschnellweg quert die Dreisam auf der Eisenbahnbrücke ohne Übergang zum FR 1 und biegt vor dem Firmengelände der Schwarzwaldmilch nach rechts ab über die Haslacher Straße mit Querung des FR 3. Weiter verläuft der Radschnellweg über die Markgrafenstraße und Uffhauser Straße mit Querung des FR 6. Nach der Querung der B 3/B 31 verläuft der Radschnellweg über den Hartkirchweg durch St. Georgen.
Über die Basler Landstraße führt der Radschnellweg aus Freiburg hinaus zum Schallstadter Ortsteil Leutersberg. Es wird überlegt, die Basler Landstraße außerorts für den Kfz-Verkehr zu sperren und diesen ausschließlich über die B 3 zu leiten. Zwischen Leutersberg und Schallstadt unterquert der Radschnellweg in einer Unterführung die B 3 und führt nach Schallstadt hinein. Über die Ebringer Straße wird die Rheintalbahn überquert und führt nach einer Rechtskurve auf einem bisher unbefestigtem Weg entlang der L 125 zur Staufener Straße. Entlang der L 125 soll über Pfaffenweiler ein Radweg bis zum bestehenden Radweg in Kirchhofen geschaffen werden. Über das Gewerbegebiet Niedermatten führt der Radschnellweg nach Bad Krozingen und überquert dort auf dem Weg ins Zentrum am Haltepunkte Bad Krozingen-Ost die Münstertalbahn. Unter Umständen soll der Radschnellweg in geringerem Ausbaustandard weiter nach Müllheim verlängert werden.
Von der Marchstraße über die Breisacher Straße soll auch im Zuge des zweiten Bauabschnitts der Stadtbahn zur Messe eine Brücke über die Straßenbahn zur Wentzingerstraße entstehen. Die Befahrung der Eisenbahnbrücke am südlichen Ende der Wentzingerstraße ist bislang lediglich durch eine enge und übersichtliche Querung durch einen Zaundurchlass möglich. Dieser soll verbessert werden. Außerdem soll auf der anderen Seite der Dreisam die Anbindung an die Haslacher Straße durch eine Rampe unter Umgehung der ausgiebigen Schleife vom Bahndamm herunter verbessert werden.
Bis Oktober 2023 wurden entlang der Uffhauser Straße in Haslach und St. Georgen zwischen Bettackerweg und dem Kreisverkehr an der Basler Landstraße jeweils ein Fahrstreifen des Kfz-Verkehrs pro Richtung in einen Radstreifen umgewandelt und damit dem Fußverkehr auf dem Gehweg mehr Platz eingeräumt.

#### Radschnellweg nach Breisach

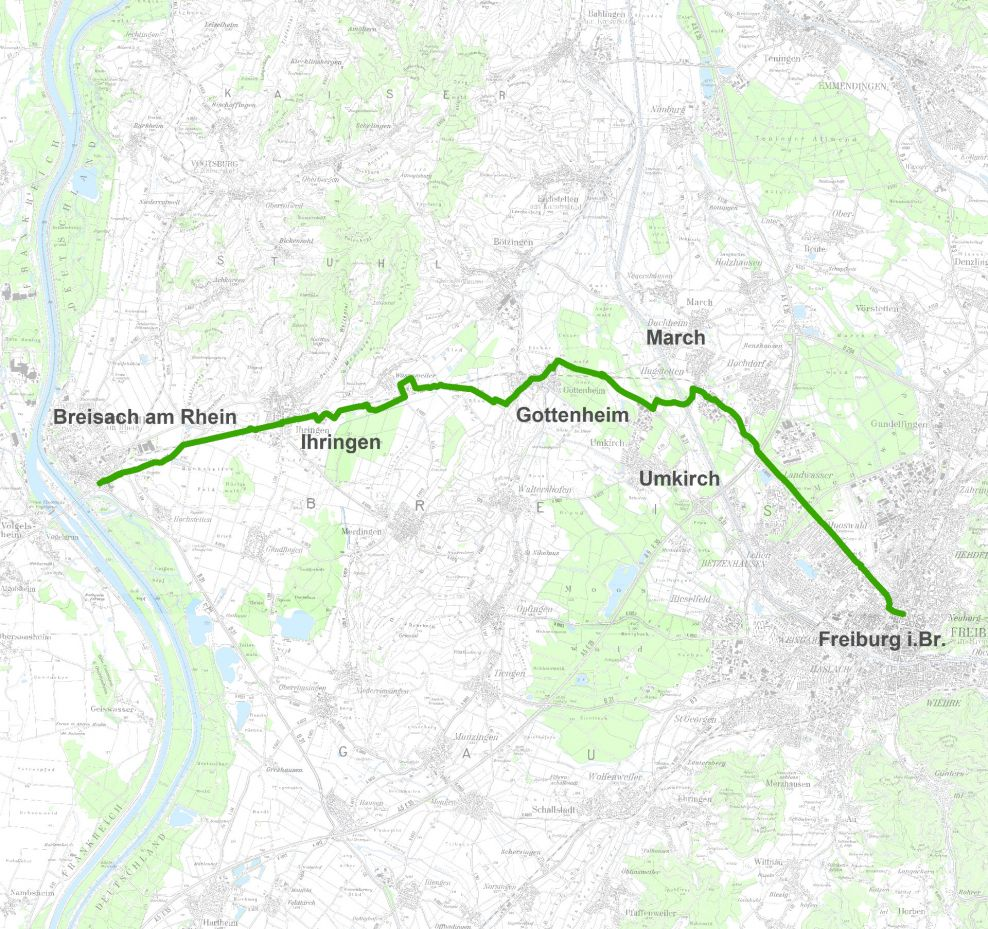
Radschnellweg von Freiburg nach Breisach

Der Radschnellweg nach Breisach soll entlang der Breisacher Bahn vom Stadtgarten über die Messe an Landwasser vorbei und über Hugstetten, Gottenheim, Wasenweiler und Ihringen nach Breisach verlaufen.

##### Verlauf
Innerhalb Freiburgs soll der Radschnellweg vom Stadtgarten über Ludwigstraße und Albertstraße zur Mathildenstraße unter Unterquerung der Badischen Hauptbahn führen. Zwischen Badischer Hauptbahn und Breisacher Bahn zweigt der Radschnellweg von der Mathildenstraße ab und folgt der Breisacher Bahn entlang der Kenzinger Straße. An der Friedhofstraße mit Übergang zum FR 3 kreuzt der Radschnellweg die Stadtbahn und führt über den Dammweg entlang des Hauptfriedhofs. An dessen westlichem Ende kreuzt der Radschnellweg die Güterbahn und weiter westlich an der Madisonallee die Stadtbahn zur Messe. Weiter führt der Radschnellweg unter Unterquerung der Westrandstraße, der Zufahrtstraße zum Gewerbegebiet Hochdorf und der A 5 entlang der Breisacher Bahn bis nach Hugstetten, von dort ein kurzes Stück entlang der Landstraße nach Umkirch und wechselt vor der Dreisam auf einen bestehenden Radweg, der die Dreisam auf einer eigenen Brücke ein Stück weiter westlich überquert und weiter zur B 31a führt. Entlang der B 31a führt der Radschnellweg bis über die Brücke über die Breisacher Bahn. Vor der Einmündung der L 187 von Buchheim kommend wechselt der Radschnellweg auf die südliche Seite der Bundesstraße und biegt ab der Buchheimer Straße nach Süden ab, um durch die Ortsmitte Gottenheims zu verlaufen. Über die Wasenweiler Straße verläuft der Radschnellweg durch Wasenweiler zum dortigen Haltepunkt an der Breisacher Bahn. Unter mehrfachem Wechsel der Seite führt der Radschnellweg entlang der Bahnlinie unter Anbindung des Haltepunktes Ihringen bis zur L 114 nach Breisach. Der Radschnellweg folgt der Landstraße bis zum Endpunkt am Bahnhof Breisach.

##### Projekte

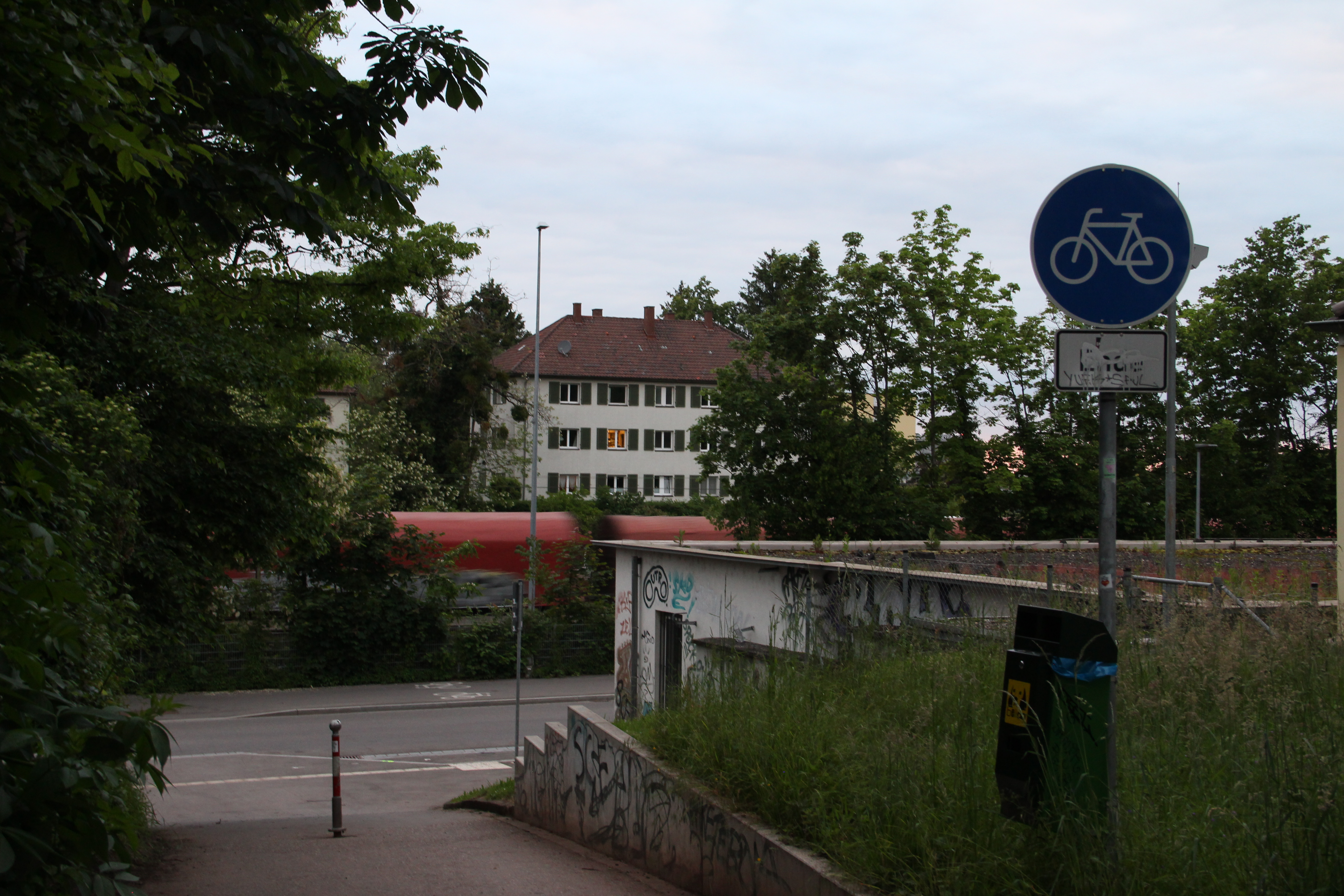
Eine Brücke soll langfristig über die Güterbahn führen und den Stühlinger mit der Messe verbinden

An der Kreuzung zum FR 6 an der Albertstraße zur Katharinenstraße soll ein Mini-Kreisverkehr entstehen. Für die Kreuzung der Stadtbahn an der Friedhofstraße wird zumindest längerfristig bei guter Nutzung eine Brücke geplant. Im Zuge des Baus des dritten und vierten Gleises der Badischen Hauptbahn wird die bisherige Güterbahn für den Güterverkehr nicht länger benötigt und soll dem Personenverkehr zur Verfügung gestellt werden. In diesem Zug ist eine Verbindungskurve von der Güterbahn zum Hauptbahnhof über die Breisacher Bahn notwendig. Mit dem Bau dieser Verbindungskurve ist es möglich, eine Brücke für den Radverkehr über die Güterbahn mit einer Länge von ca. 90 m zu errichten. Der Bau des dritten und vierten Gleises und der anschließende Ausbau des ersten und zweiten Gleises soll bis 2038 fortdauern. Eine Brücke für den Radverkehr ist erst nach Fertigstellung denkbar.
Der nördliche Teil der Breisacher Bahn im Bereich der Technischen Fakultät ist bisher nur teilweise befahrbar. Zwar besteht südlich mit dem Elefantenweg eine gut ausgebaute Verbindung, diese ist jedoch im westlichen Bereich nur mit Umwegen befahrbar. Im Zuge der Bebauung des Areals um die Technische Fakultät und des Mooswaldstadions soll eine Erschließung möglich werden. Von der Straße Im Wolfswinkel als südwestliche Zufahrt zum Mooswaldstadion soll der Radschnellweg über den bisher als Feldweg bestehenden Weg weiter entlang der Breisacher Bahn bis zur Unterführung unter der Westrandstraße geführt werden. Zwischen der Westrandstraße und dem Haltepunkt Freiburg-Landwasser soll ein neuer Weg direkt an der Bahnlinie entstehen, sodass nicht weiter auf dem bestehenden Feldweg mitten durch den Mooswald gefahren werden muss. Unter Unterquerung der A 5 soll der Radschnellweg bis zum Dreieck der Kreisstraßen nach Hochdorf, Hugstetten und Landwasser geführt werden. Dort soll der Radschnellweg unter Wegfall eines Fahrstreifen für den Kfz-Verkehr auf die südöstliche Seite der Straße nach Hugstetten wechseln und dort auf dem bestehenden Radweg bis zum Haltepunkt Hugstetten verlaufen.

Zwischen Breisach und Ihringen soll ab der Hochstetter Straße, an der der bestehende Radweg endet, und der Bahnlinie auf der Nordseite ein neuer Radweg angelegt werden.

### Radvorrangrouten
Die Stadt Freiburg nimmt für sich in Anspruch, den Begriff der Radvorrangroute durch die Verwirklichung der beiden Radwege entlang der Dreisam und der Güterbahn geschaffen und geprägt zu haben. Diese verlaufen in einer separaten Führung weitestgehend querungsfrei und bei den wenigen Querungen zumindest bevorrechtigt. Der Begriff Radvorrangroute hat mittlerweile bundesweite Bedeutung.
Ziel ist die Verkehrssicherheit und damit auch die soziale Akzeptanz zu erhöhen und die Zeitverluste an den Kreuzungen so weit wie möglich zu verringern. Die Radvorrangrouten verlaufen in wesentlichen Abschnitten in separater Führung.

#### FR 1: Dreisamradweg

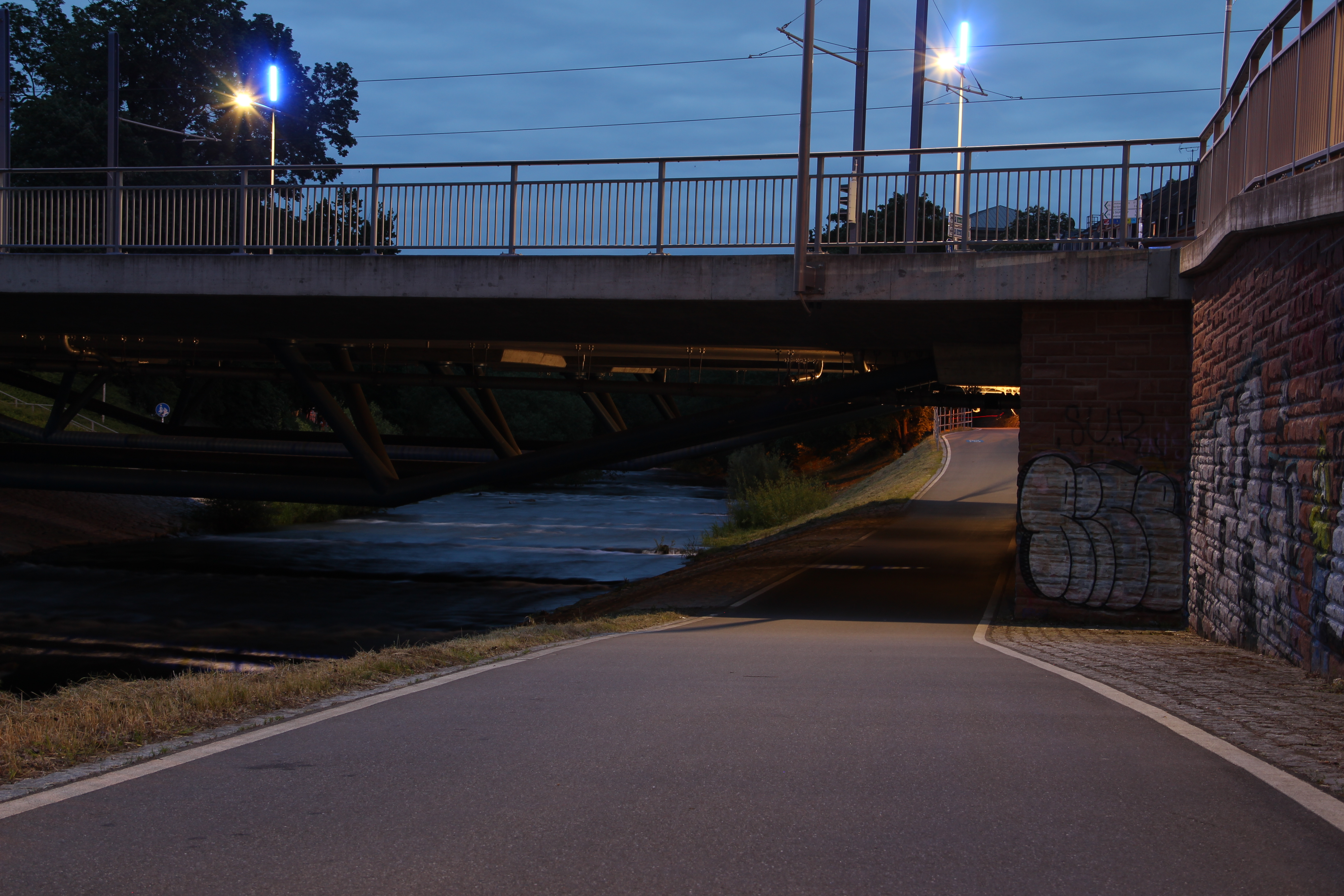
Der Dreisamradweg führt querungsfrei an der Dreisam entlang, hier unter der Kronenbrücke

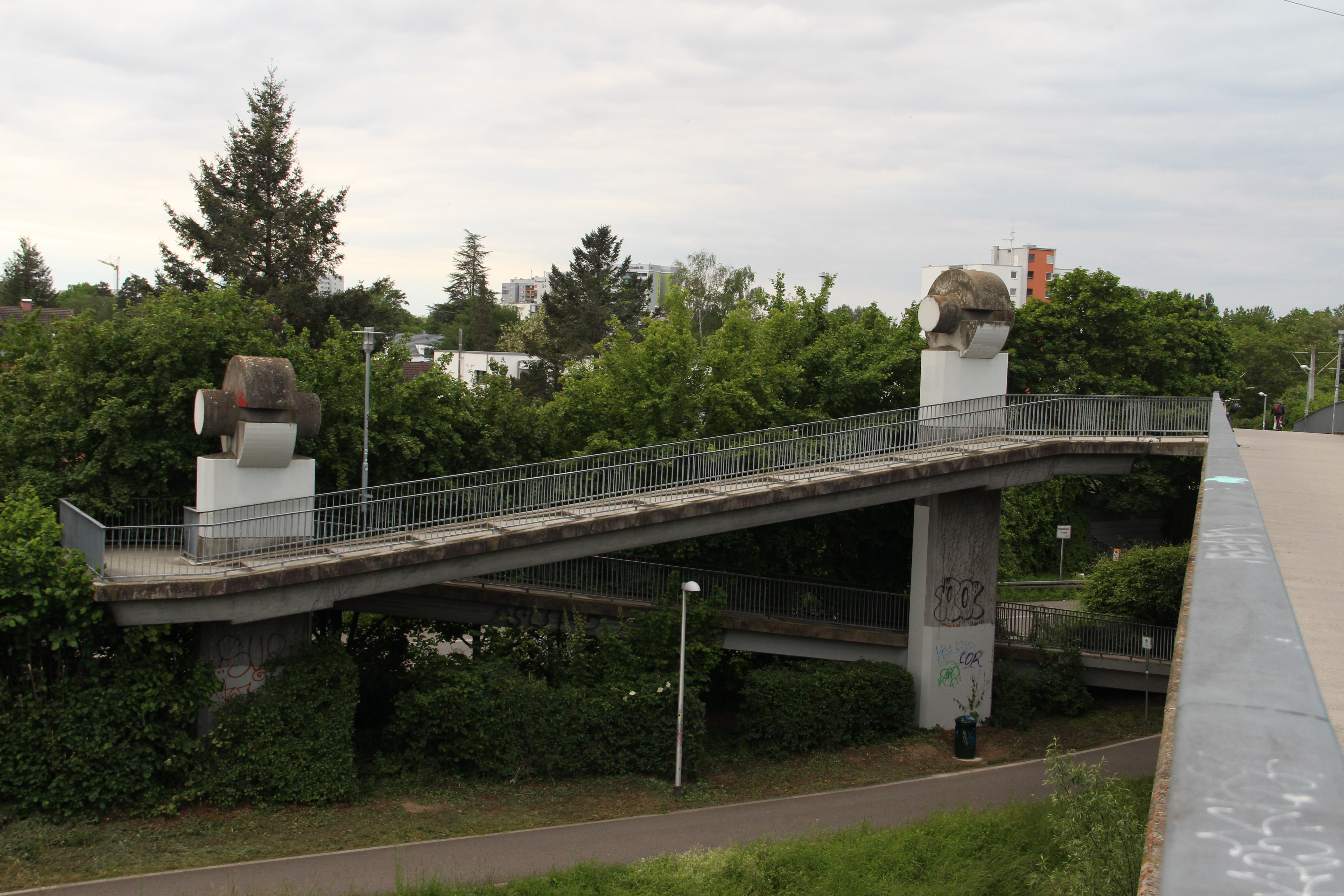
Die Treppenrampe von der Berliner Brücke zum FR 1 soll zu einer durchgehend befahrbaren Rampe umgebaut werden

Der FR 1 führt von Umkirch aus entlang der Dreisam einmal quer durch die Stadt bis zur Stadtgrenze nach Kirchzarten. Der FR 1 führt dabei unter zahlreichen Brücken über die Dreisam hindurch und verläuft somit weitgehend querungsfrei vom Kfz-Verkehr.
Der FR 1 ist sehr stark befahren und zu Spitzenzeiten stark überlastet. Der Radschnellweg nach Kirchzarten über die Kartäuserstraße, die unmittelbar parallel verläuft, soll dabei für Entlastung sorgen.
Bau der Rampen zu den Dreisambrücken
Nachdem im Jahr 2012 das Radverkehrskonzept 2020 beschlossen wurde, wurde vor allem die Erreichbarkeit von den Dreisambrücken durch die Anlage von Rampen verbessert. So wurde im Jahr 2012 die Treppe von der Schnewlinbrücke zum FR 1 durch eine befahrbare Rampe ersetzt. Mit dem Neubau der Kronenbrücke wurde der FR 1 über beidseitige Rampen angeschlossen. Zuvor bestand lediglich auf der Westseite eine Treppe. An der Berliner Brücke, über die auch der FR 5 verläuft, besteht bislang eine flach geneigte Rampe mit Stufen, eine sogenannte Treppenrampe mit einer 180°-Wende auf halber Höhe. Diese Rampe soll durch Auffüllung zumindest bergab befahrbar werden, gegebenenfalls soll der untere Teil der Rampe ergänzt werden, um die 180°-Wende zu umgehen.
Mischverkehr
Im Stadtteil Oberau wird der FR 1 über die Otto-Wels-Straße im Mischverkehr geführt. Um mehr Platz für den Radverkehr zu gewährleisten, wurden hierzu im April 2024 auf der Südseite das Parken von Kfz in weiten Teilen untersagt.
Hochwasserrisiko
Unter den Bahnbrücken von Höllental und Rheintalbahn, die niedriger und näher am Wasserspiegel der Dreisam liegen als der Rest der Strecke, gibt es bei Hochwasser immer wieder zum Teil tödliche Unfälle, wenn Radler lediglich mit Blick auf die freien Teile der Strecke über die Absperrungen hinwegsetzen und unter den Brücken unerwartet ins Wasser geraten und stürzen. Diese Gefahr besteht insbesondere bei der Schneeschmelze im Frühjahr. Die Stadt Freiburg hat ein Schrankensystem entwickelt und leitet den Radverkehr bei Hochwasser um. Dadurch wurde die Zahl der Unfälle deutlich verringert.
Weiterer Ausbau
Im weiteren Ausbau soll die Erreichbarkeit verbessert werden. So soll der neue Stadtteil Dietenbach durch eine Brücke über die B 31a an den FR 1 und das Neubaugebiet Im Zinklern in Lehen über die bestehende Betzenhauser Brücke über die Dreisam angebunden werden.
Eine Lösung für die Querung der Fabrikstraße steht noch aus. Der FR 1 ist an dieser Stelle sehr schmal und die Sichtverhältnisse schlecht. Im Zuge der Bebauung des östlichen Teils des Ganterareals soll ein Grundstücksstreifen zur Verbreiterung des FR 1 genutzt werden.

#### FR 2: Güterbahnradweg

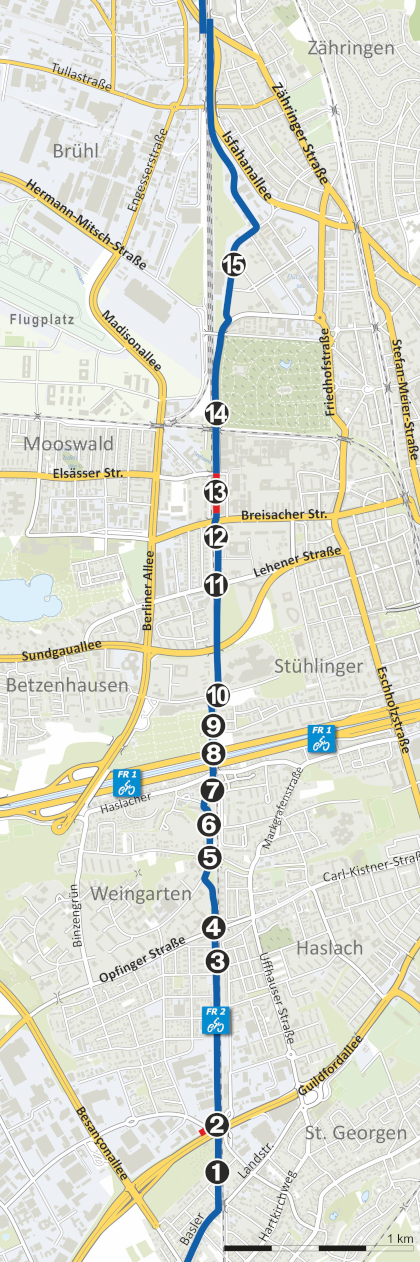
u.a
2 Rampe zum FR 6
4 Durchstich Opfinger Straße
5 Durchstich Unterer Mühlenweg
9 Brücke Ferdinand-Weiß-Straße (West)
10 Übergang FR 4
11 Vorrang Lehener Straße
12 Durchstich Breisacher Straße
13 Lückenschluss Breisacher Straße/Elsässerstraße

Der FR 2 führt größtenteils entlang der Güterbahn von der Tullastraße am Rand des Industriegebiets Nord durch das Güterbahnviertel, entlang der Uniklinik, durch den Stühlinger bzw. Betzenhausen und Weingarten bzw. Haslach nach St. Georgen. Der FR 2 verläuft weitgehend in einer separaten Führung getrennt von restlichem Verkehr. Bei Verlauf im Mischverkehr wurden die betroffenen Straßen zu Fahrradstraßen umgewandelt. Die Kreuzungen sind nach Möglichkeit querungsfrei ausgestaltet. Wo das nicht möglich ist, wurde dem Radverkehr Vorrang eingeräumt.
Schon in den 80er Jahren bestanden entlang der Güterbahn verschiedene Abschnitte kleiner Wege, die mangels Kfz-Verkehr zum Radfahren genutzt wurden. Zwischen diesen Abschnitten befanden sich verschiedene räumliche Hindernisse, etwa querende Straßen und Schnellstraßen, später auch Straßenbahnen, die eine durchgehende Befahrbarkeit verhinderten. Mit dem Radverkehrskonzept 2020, das 2012 entwickelt worden war, wurden diese Lücken gezielt geschlossen, um eine durchgehende Befahrbarkeit zu ermöglichen. So wurden unter den stark befahrenen Straßen, die als Brücke über die Güterbahn führten, Unterführungen gebaut. Dies betraf 2015 die Opfingerstraße als Ortsausgangsstraße mit der heutigen Straßenbahnlinie 5 und 2017 die Breisacher Straße mit der zwei Jahre zuvor gebauten Linie 4.

Auf weniger stark befahrenen Straßen, die die Güterbahn über- oder unterquerten, wurden zur Erhöhung des Fahrkomforts und zur Verhinderung von Umwegen niveaufreie Kreuzungen durch Unterführungen oder Brücken geschaffen, so 2013 an der Unteren Mühlenstraße eine Unterführung oder über die Ferdinand-Weiß-Straße eine Brücke, oder bei niveaugleichen Kreuzungen dem Radverkehr Vorrang gewährt, was baulich durch den Bau von bremsenden Rampen für den querenden Kfz-Verkehr abgesichert wurde. So an der Lehener Straße 2019 und an der Elsässerstraße 2023.

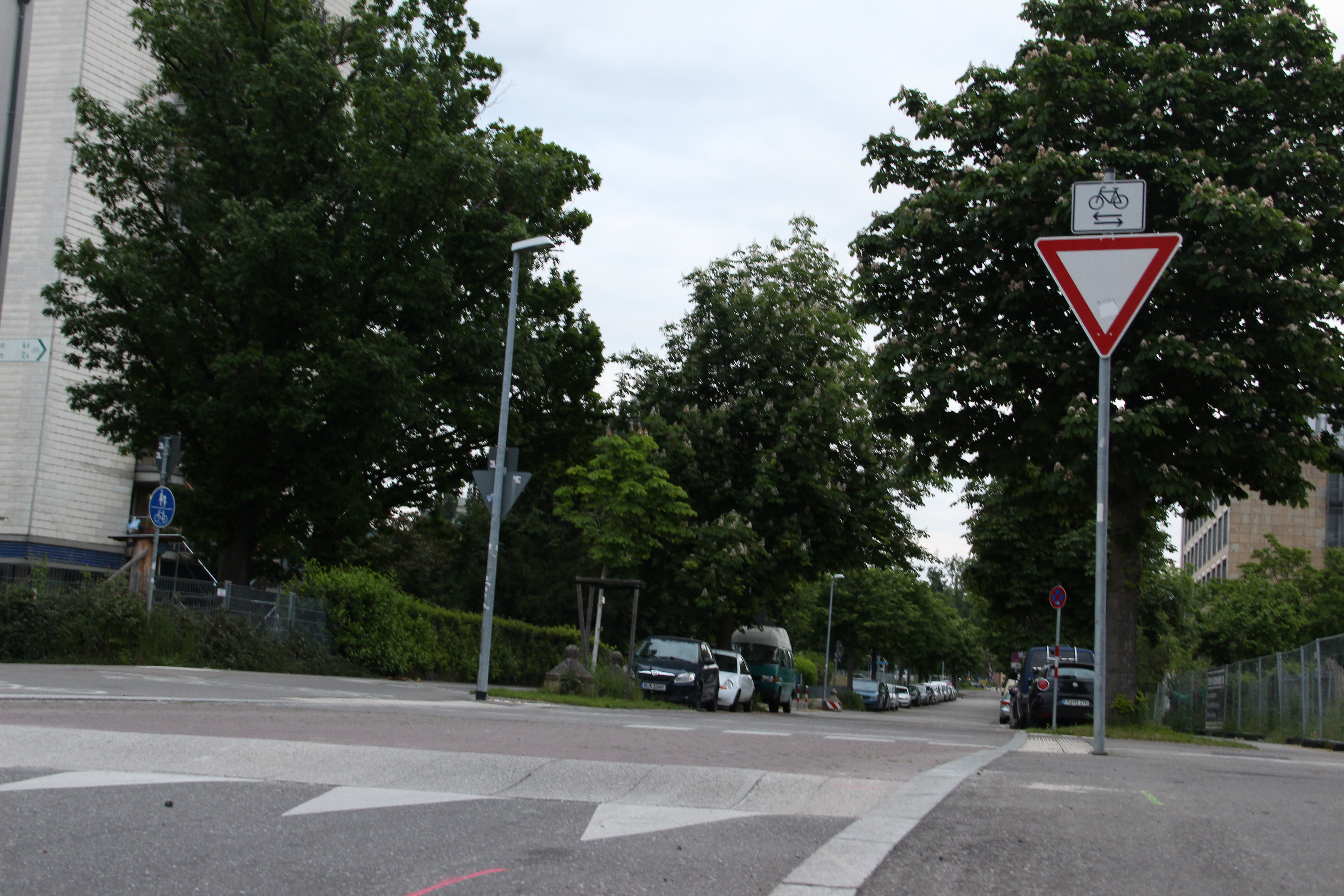
Der Verkehr auf der Lehener Straße ist gegenüber dem Radverkehr auf dem FR 2 wartepflichtig und wird durch kleine Rampen verlangsamt

In kurzen Abschnitten verläuft der FR 2 parallel zum Kfz-Verkehr. Diese wurden zur Fahrradstraße gewidmet, wie die Badenweilerstraße oder die Hagelstauden, durch Bau eines freien Radweges entlastet wie die Killianstraße 2022 oder durch die Anlage eines breiten Zweirichtungsradweges vom Kfz-Verkehr getrennt – wie in der Hartmannstraße oder der Neunlindenstraße.
Wie sonst vor allem an den Brücken über die Dreisam und den FR 1 wurde 2012 eine Treppe, von der Haslacher Straße zum FR 1 durch eine mit dem Rad befahrbare Rampe ersetzt.
Auf der Haid im Stadtteil Haslach wurde im September 2024 die niveaufreie Kreuzung von FR 2 und FR 6 die bestehende unfallträchtige Rampe durch eine weitere Rampe ergänzt, die eine Kreuzung mit dem Kfz-Verkehr verhindert. Die Rampe ist mit 3,3 Millionen Euro das bislang teuerste Einzelprojekt für den Radverkehr in Freiburg.
Weiterer Ausbau
Bislang wechselt der FR 2 an der Bissierstraße entlang derer der FR 5 verläuft, die Seite der Güterbahn. Um dies zu verbessern, soll der FR 2 im Bereich um die Kreuzung mit dem Dreisamradweg FR 1 sowohl östlich als auch westlich geradlinig entlang der Güterbahn verlaufen. Im Zuge des Ausbaus des Quartiers Metzgergrüns ab 2023 soll dabei der östliche Ast auf der Fernwärmeleitung entstehen. Mittelfristig ist eine weitere Brücke über die Ferdinand-Weiß-Straße und langfristig eine baulich aufwendige Fortsetzung mit mehreren Brücken und Unterführungen nach und durch Haslach geplant.
Auch im nördlichen Abschnitt soll der FR 2 mittelfristig bis zur Stadtgrenze an der Wildtalstraße verlängert werden, an der der Radschnellweg nach Emmendingen und Waldkirch entlangführt. Hierzu soll der Radweg weitgehend komplett neu gebaut werden. Nötig sind hierfür eine Brücke über die Tullastraße und eine Unterführung unter der B 3 zur Denzlinger Straße. Diese Projekte ließen sich im Zusammenhang mit der B 3-Umfahrung Zähringen verwirklichen. Unter Nutzung der bestehenden Unterführung an der Denzlinger Straße unter der Güterbahn und des Weges auf der Westseite wird weiter eine Brücke über die Straßenbahnlinie 4 sowie die Gundelfinger Straße und eine weitere zurück auf die Ostseite der Güterbahn benötigt.
Anbindung von Opfingen
Von der Opfinger Brücke, auf der die Straßenbahn der Linie 5 die Güterbahn überquert führt der Radweg entlang der Opfinger Straße an Weingarten und Rieselfeld vorbei durch den Mooswald. Nach der Überquerung der A 5 führt der Radweg südlich am Opfinger See vorbei.

#### FR 3: Eschholzstraße
Die Verkehrsführung beginnt an der Unterführung der Hinterkirchstraße unter der Badischen Hauptbahn und führt dann entlang der Stuttgarter Straße über die Zähringerstraße entlang der Waldkircherstraße, die sich später umbenennt in Friedhofsstraße, Heiliggeiststraße, Hohenzollernstraße, Eschholzstraße und Lörracher Straße bis zum Sportpark Süd. Im Gegensatz zu den vorangegangenen Routen FR 1 und FR 2 ist hier die Radverkehrsführung nicht separat vorgesehen, sondern entlang der Hauptverkehrsachse. Der FR 3 verläuft östlich parallel zum FR 2 und bietet eine innenstadtnähere Alternative.
2022 wurde im Zuge der notwendigen Sanierung der Ochsenbrücke Verkehrsraum auf der Brücke neu geordnet. Der Radverkehr auf der Westseite wurde vom Fußverkehr getrennt und ein Radstreifen angelegt, wodurch die zwei Streifen für den Kfz-Verkehr zu einem überbreiten Fahrstreifen, einem sogenannten Kombinationsstreifen, umgewandelt wurden. Der Gehweg auf der Westseite ist in der Gegenrichtung frei gegeben, sodass eine Verbindung von der Vogesenstraße im Stühlinger zur Uferstraße in Haslach ohne doppelte Querung der Eschholzstraße gegeben ist.

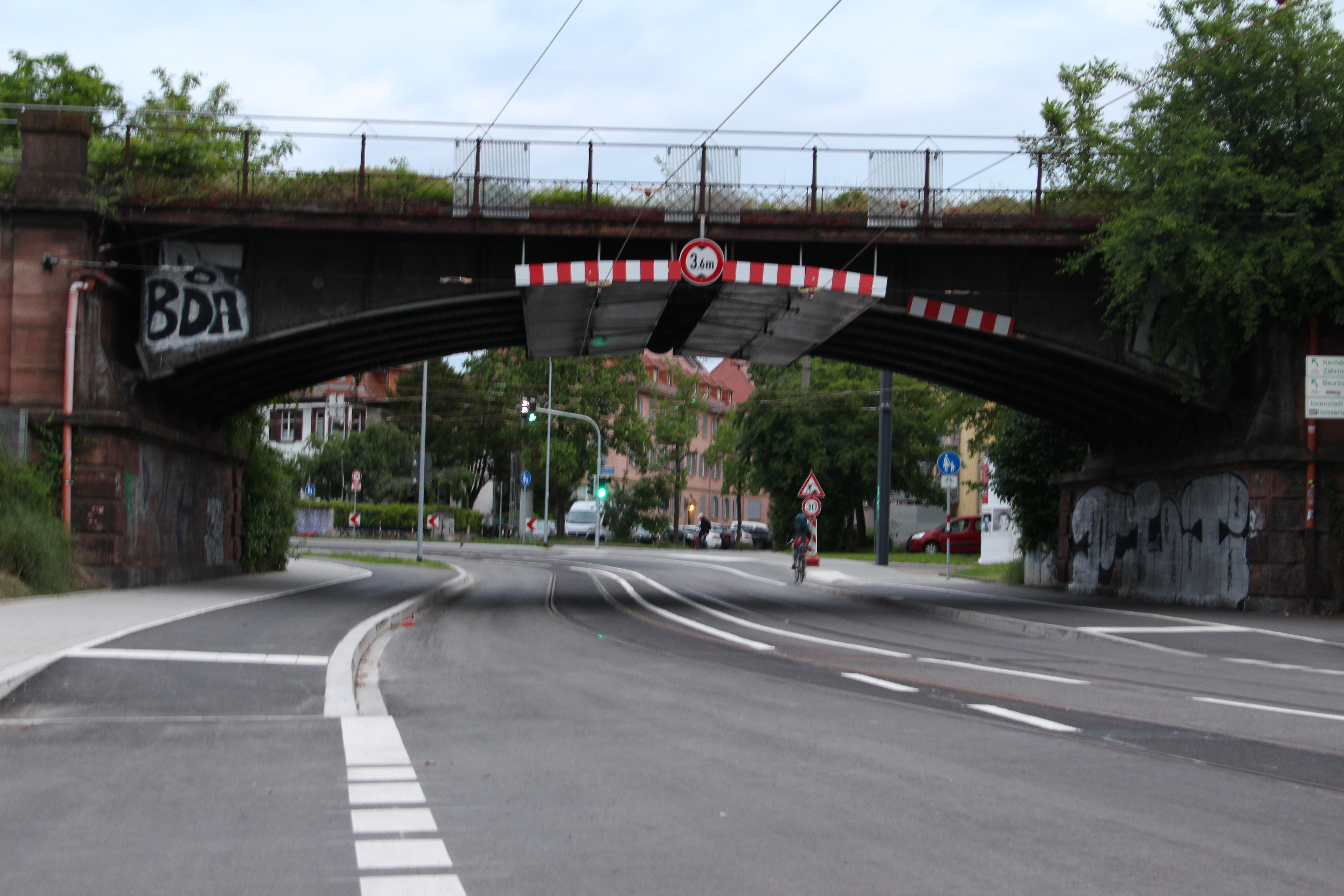
Bordsteinradweg in der Engstelle zum Schutz des Radverkehrs: Unterführung der Heiliggeiststraße unter der Breisacher Bahn

Im Mai 2023 wurde der FR 3 im Rahmen der Verlegung der Straßenbahn von der Komturstraße in die Waldkircherstraße entlang des Hauptfriedhofes ausgebaut. Geplant war dabei zunächst die Parkplätze entlang der westlichen Seite der Friedhofsstraße zu streichen, um Platz für einen Radweg neben der Fahrbahn zu gewinnen und den bislang gemeinsam geführten Radverkehr vom Fußverkehr zu trennen. Nach Protesten wurden die Parkplätze trotz vorhandener Straßenbahnanbindung erhalten und stattdessen eine Verbreiterung des gemeinsam geführten Geh- und Radweges unter Fällung dutzender Bäume vorgenommen. Unter der Unterführung unter der Breisacher Bahn wurden Bordsteinradwege angebracht, um den Radverkehr vor einem Ausweichen des Kfz-Verkehrs nach rechts in der Engstelle zu schützen, durch die auch die Straßenbahn fährt.
Weiterer Ausbau
Im südlichen Abschnitt wird zwischen der Carl-Kistner-Straße und der Basler Straße der Radverkehr gemeinsam mit dem Fußverkehr über einen schmalen Bordsteinradweg geführt. In der Lörracher Straße zwischen der Basler Straße und dem Sportpark Süd wird ab Februar 2024 in einer mehrjährigen Baustelle unter anderem auch der Verkehrsraum neu geordnet, um mehr Raum für den Radverkehr zu schaffen.
Die Planungen für eine neue Brücke über die Dreisam und den Autobahnzubringer für den Fuß- und Radverkehr von der Fehrenbachallee zur Egertenstraße wurden zurückgestellt.

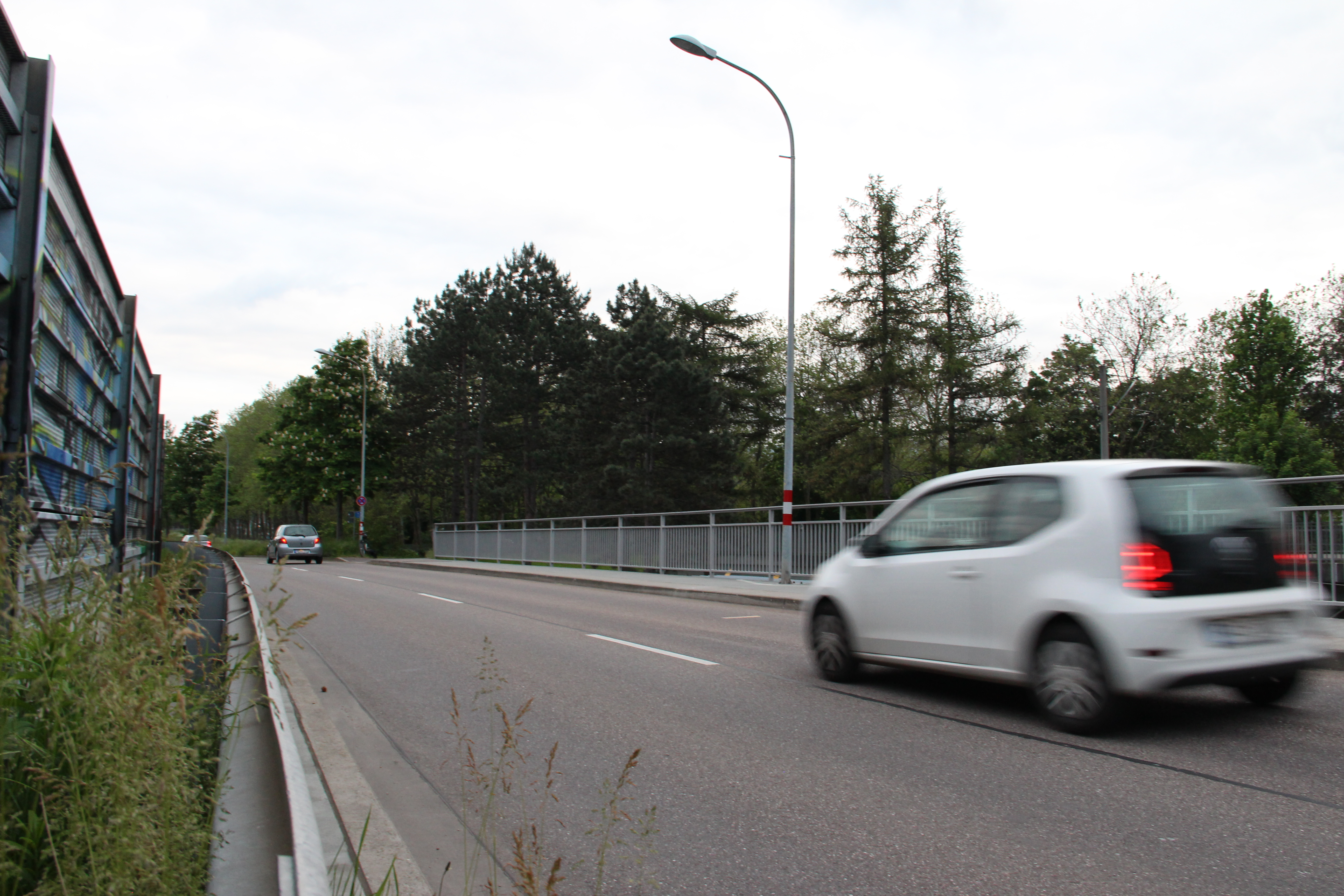
stark befahrene Sundgauallee

#### FR 4: Sundgauallee
Der FR 4 führt von der Dreisam in Lehen und der Einmündung in den FR 1 an der Breisgauer Brücke die Breisgauer Straße in Lehen entlang und weiter die Sundgauallee durch Betzenhausen und den Stühlinger, die Lehener Straße bis zur Unterführung am nördlichen Ende des Hauptbahnhofes und den Friedrichsring über den Fahnenbergplatz bis zum Stadtgarten. Der FR 4 kreuzt an der Güterbahn den FR 2 und an der Eschholzstraße den FR 3.
Im Jahr 2016 wurde im Rahmen des Zentrenaktivierungskonzepts Betzenhausen die Sundgauallee im Bereich des Betzenhauser Torplatzes auf ein Fahrstreifen pro Richtung verringert und Tempo 20 zur Stärkung der Ortsmitte eingeführt. Zuletzt wurde 2024 im Abschnitt zwischen Westrandstraße und Dietenbachstraße ein Fahrstreifen für den Kfz-Verkehr in einen Radstreifen umgewandelt und damit an den bestehenden Abschnitt angepasst.
Im Oktober 2024 wurde die radverkehrsfreundliche Umgestaltung der Lehener Straße zwischen Fehrenbachallee und Eschholzstraße abgeschlossen.
Im Zuge des Baus der Stadtbahn durch den Rotteckring 2018 wurden vom Fahnenbergplatz zum Europaplatz zwei Fahrstreifen durch eine überbreite Kombinationsstreifen ersetzt, um Platz für einen Radfahrstreifen zu erhalten. Es wurden keine Auswirkungen für den fließenden Verkehr festgestellt.
Weiterer Ausbau
Von Dietenbach kommend soll am Ortseingang in Lehen über die Breisgauer Brücke ein bislang nicht bestehender Radstreifen markiert werden. Im Zuge der Bebauung des Baugebiets im Zinklern in Lehen ist eine dem Fuß- und Radverkehr vorbehaltene Verbindung zur Breisgauer Straße und damit zum FR 4 vorgesehen.
Die bislang bestehenden Unterführungen an der Oberpostdirektion bzw. am Telekomturm unter der Berliner Allee und der Sundgauallee werden als sehr unfallträchtig eingestuft. Stattdessen soll die Kreuzung vom Radverkehr oberirdisch parallel zum Kfz-Verkehr befahren werden. Mit der Fertigstellung des Baugebiets Kleineschholz soll die Sundgauallee ab der Höhe der Arbeitsagentur für den Kfz-Verkehr zurückgebaut und als Fuß- und Radweg zur Lehener Straße geführt werden.
Nach Fertigstellung des zweiten Bauabschnitts des Rathauses im Stühlinger soll der FR 4 über dieses Gelände mit der Wannerstraße und der Wiwilíbrücke verbunden werden.

Im Zuge des Lückenschlusses der Stadtbahn zur Messe, die von der Breisacher Straße zum Europaplatz geführt werden soll, muss die Kreuzung am Friedrichsring mit der Bismarckallee, in die auch die nördliche Unterführung unter dem Hauptbahnhof einmündet, komplett umgebaut werden. Diese Kreuzung gilt als die am stärksten befahrene niveaugleiche Kreuzung Freiburgs. Fährt der Radverkehr vom Friedrichsring in Richtung Stühlinger, so muss die gesamte Kreuzung überquert werden, um zur Unterführung zu gelangen. Um dies gefährdungsarm gestalten zu können, ist in etwa die Schaffung einer Radschleuse mittels einer doppelten Ampel denkbar.

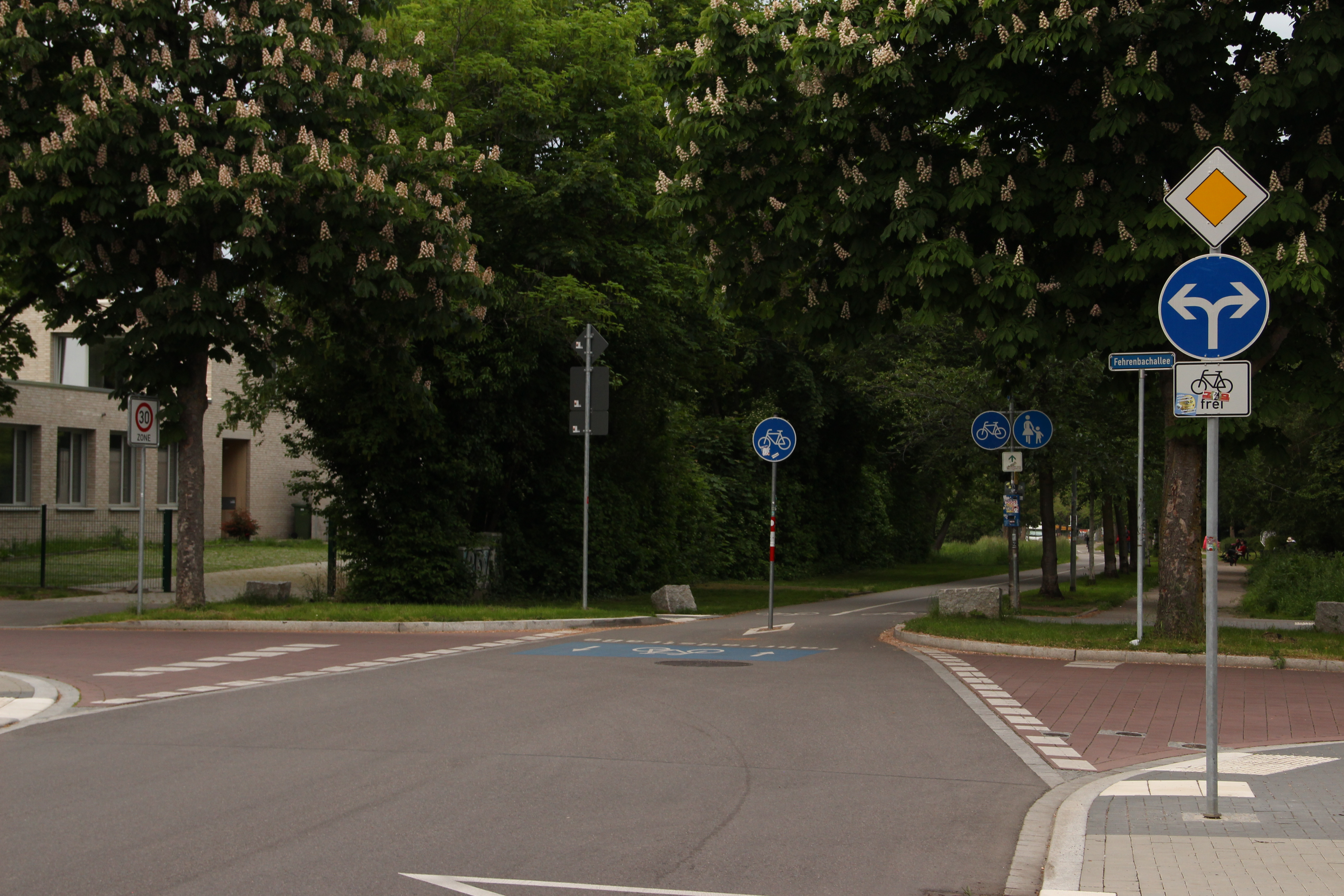
Vorfahrt für den Radverkehr am Eschholzpark – der Querverkehr ist wartepflichtig und wird durch kleine Rampen verlangsamt

#### FR 5: Mundenhof, Dietenbachpark, Engelbergerstraße
Der FR 5 führt vom Mundenhof über die Mundenhofer Straße zwischen dem neu geplantem Stadtteil Dietenbach und dem Rieselfeld hindurch, über den Mundenhofer Steg über die Westrandstraße durch den Dietenbachpark, die Berliner Brücke über den Autobahnzubringer Mitte sowie die Dreisam und biegt dann nach rechts ab und führt über die Bissierstraße sowie mit Anschluss an den FR 2 über die Güterbahn, weiter durch den Eschholzpark, über die Engelbergerstraße sowie die Kreuzung mit der Eschholzstraße mit dortigem Anschluss an den FR 3 zur Wiwilíbrücke.

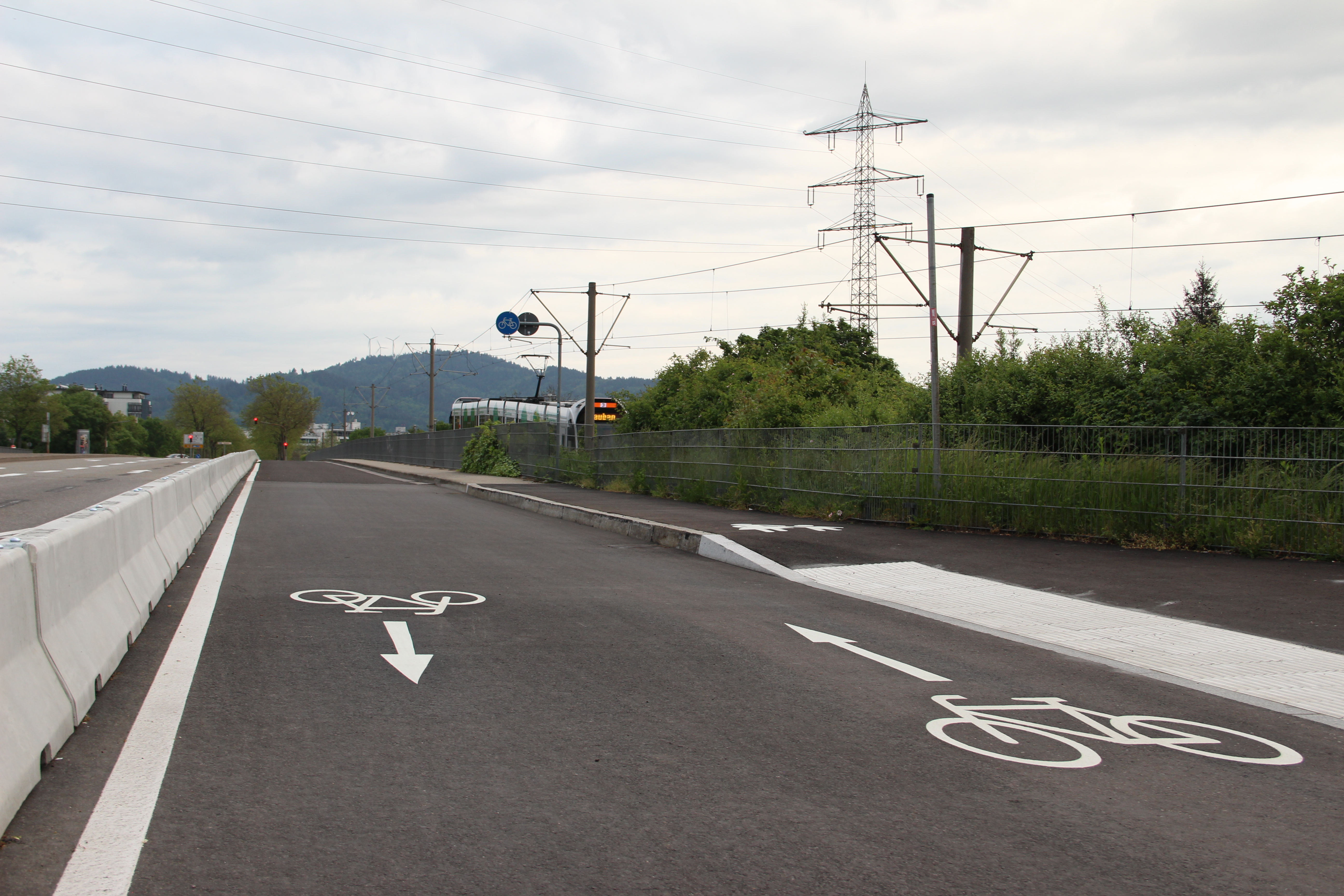
Umwandlung eines Fahrstreifens in Radweg

Im April 2023 wurde auf der Berliner Brücke ein Fahrstreifen der vierstreifigen Berliner Allee in einen Zweirichtungsradweg umgewandelt. Bis Juni 2025 wurde die Kreuzung Berliner Allee/Bissierstraße unter Umwandlung eines Kfz-Fahrstreifens in eine separate Linksabbiegespur für den Radverkehr in der Bissierstraße umgebaut, wo der der FR 5 im 90° Winkel abbiegt.
Zusätzlich besteht an der Berliner Allee östlich der Stadtbahn ein weiterer Fuß- und Radweg über die Berliner Brücke zu den Schrebergärten. Dieser kann vom Dietenbachpark nicht direkt, sondern nur über eine Querung der Haslacher Straße und der Stadtbahn erreicht werden. Der östliche Weg ist über eine Treppenrampe mit dem FR 1 verbunden. Die Treppenrampe soll zwischen den Stufen aufgefüllt werden und damit zumindest bergab befahrbar werden. Alternativ kann der Teil der Rampe unterhalb der 180° Wende neu gestaltet werden.
Ende des Jahres 2020 wurde der östliche Teil der Engelbergerstraße zur Fahrradstraße umgewandelt. Im Jahr 2022 wurde dies auf die gesamte Engelbergerstraße ausgeweitet. An der Kreuzung zur Fehrenbachallee wurde dem Radverkehr Vorrang gewährt. Dies wurde baulich mit kleinen Rampen auf der Fehrenbachallee begleitet, die den Kfz-Verkehr der Vorfahrtsregelung entsprechend verlangsamen.
Anbindung von Waltershofen
Die Verlängerung vom Mundenhof nach Westen führt unter der A 5 hindurch am Opfinger See vorbei zur Waltershofener Straße und an der Waltershofener Waldkapelle vorbei nach Waltershofen.
Im August 2024 wurde der Radweg entlang der dort verlaufenden Kreisstraße über den Tuniberg nach Merdingen verlängert.

#### FR 6: Basler Straße, Institutsviertel
Der FR 6 führt von der Einmündung des Radschnellweges nach Emmendingen und Waldkirch die Händelstraße entlang über die Habsburgerstraße in die Stefan-Maier-Straße. Von dort biegt der FR 6 nach links in die Sautierstraße ein und durchquert das Institutsviertel über Albertstraße und Katharinenstraße. Weiter führt der FR 6 entlang des Rotteckrings an der Universität vorbei über die Dreisam und die Kronenstraße sowie später ein langes Stück die Basler Straße bzw. die B 3/B 31 entlang schließlich bis zur Haid.
Im Jahr 2012 wurde der Altstadtring vom Rotteckring nach Westen an die Bahnhofsachse verlegt. Dies ermöglichte den Bau einer Fußgängerzone entlang des Platzes der Universität. Der Fußverkehr hat hier Vorrang vor dem Radverkehr. Im Jahr 2019 wurde die Stadtbahn entlang der Rottecklinie in Betrieb genommen.
Im September 2024 wurde an der Kreuzung zwischen dem FR 2 und dem FR 6 mit einer neuen Rampe als Übergang das mit 3,3 Millionen Euro teuerste Einzelprojekt für den Radverkehr in Freiburg fertiggestellt. Die neue Rampe ergänzt die bestehende unfallträchtige Rampe auf der Nordseite hin zu mehr Verkehrssicherheit und bietet mit einer geringen Steigung einen hohen Standard, der auch für Fußgänger Barrierefreiheit bedeutet.
Weiterer Ausbau

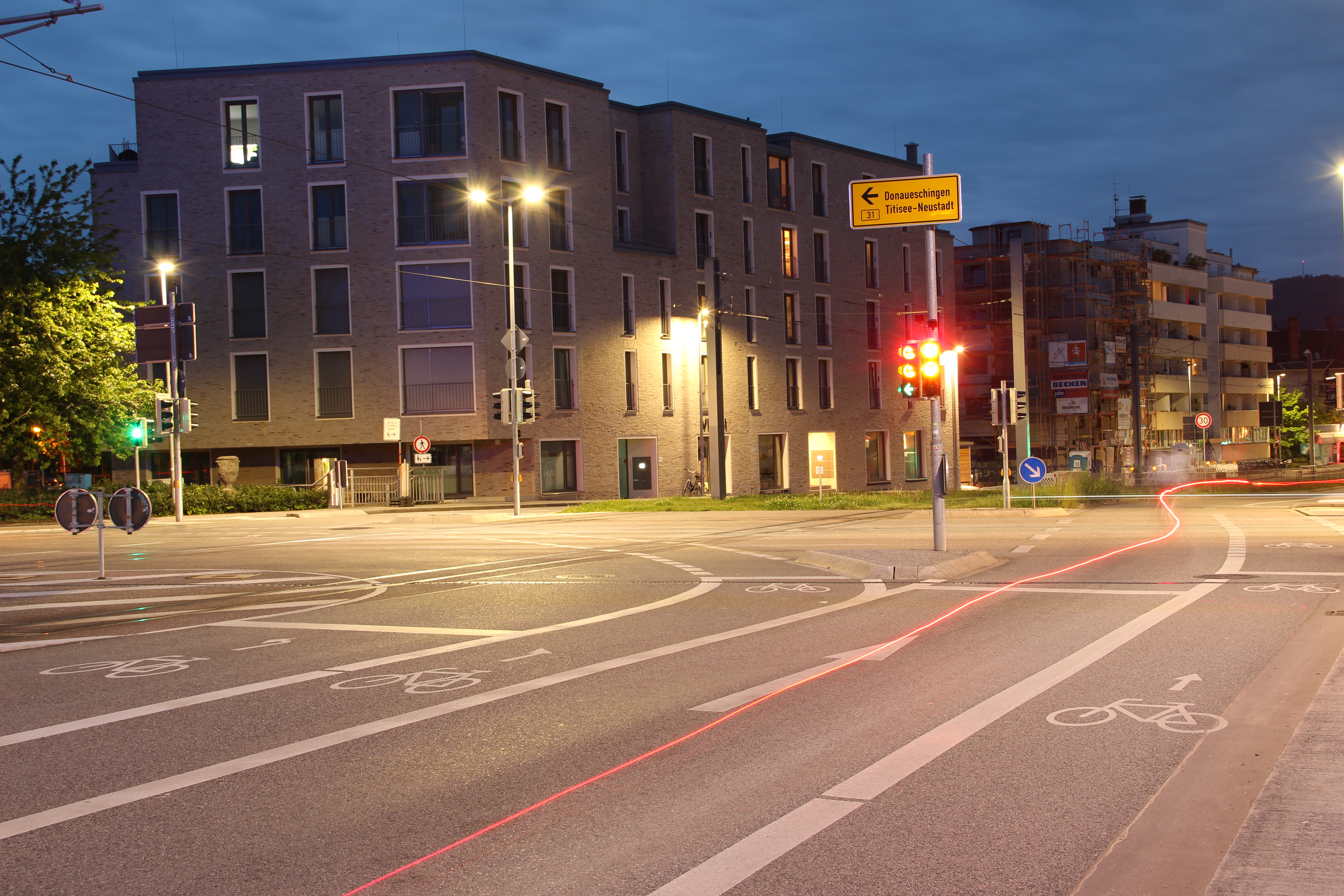
Radfahrstreifen auf der Kronenbrücke: ganz links Auffahrt zum Dreisamradweg Richtung Littenweiler, links Radweg nach Günterstal, geraderaus FR 6, rechts Auffahrt zum Dreisamradweg Richtung Lehen

An der Kreuzung der Katharinenstraße zur Albertstraße und zum Radschnellweg nach Breisach soll ein Mini-Kreisverkehr entstehen. Erst mit dem Neubau der Kronenbrücke für die Stadtbahn im Jahr 2018 wurde der FR 1 durch beidseitige Rampen angeschlossen. Zuvor bestand auf der Westseite lediglich eine Treppe. Zusätzlich wurde für den Radverkehr in Richtung Wiehre und Günterstal eine halblinke Abbiegemöglichkeit in die Goethestraße und eine unmittelbar linke Abbiegemöglichkeit auf den FR 1 geschaffen. Durch den Bau der Stadtbahntrasse wurde der Verkehrsraum in der Kronenstraße umverteilt. In jede Richtung musste eine Fahrstreifen für den Kfz-Verkehr wegfallen, um die Trasse herzustellen. Im Jahr 2021 wurde dies auf beiden Seiten bis zur Heinrich-von-Stephan-Straße verlängert und der gemeinsam geführte Geh- und Radweg bei Wegfall eines Fahrstreifen für den Kfz-Verkehr in einen Radstreifen auf der Fahrbahn und einen separaten Gehweg umgewandelt.
Im Institutsviertel soll an den wichtigen Kreuzungen der Sautierstraße mit Tennenbacher Straße sowie mit dem Rennweg und an der Kreuzung Albertstraße mit der Katharinenstraße Mini-Kreisverkehre entstehen. Die Sautierstraße bis zum Rennweg soll zur Einbahnstraße in Fahrtrichtung Süd werden, um die Kreuzung mit der stark befahrenen Stefan-Meier-Straße sicher gestalten zu können.
Mittelfristig soll die Kreuzung mit der Habsburgerstraße umgebaut werden, sodass eine Querung von der Händelstraße zur Stefan-Maier-Straße möglich wird. Längerfristig wird der Bau einer Brücke über die Habsburgerstraße und die Stadtbahn oder ein Durchstich unter der Badischen Hauptbahn in Verlängerung der Sautierstraße zur Kandelstraße erwogen.
Anbindung von Günterstal
Ab der Kronenbrücke biegt der Radweg nach Günterstal halblinks vom FR 6 ab und führt über die Goethestraße unter Querung der Straßenbahn der Linie 3 an der Basler Straße und des FR 8 an der Lorettostraße über den Goetheplatz und das Holbeinpferdle zur Günterstalerstraße.
Von Günterstal aus muss hierzu allerdings die Straßenbahn der Linie 2 überquert werden.
An der östlichen Günterstaler Straße, die von Günterstal zu der zentralen Kaiser-Joseph-Straße führt, wurden zwischen Talstraße und B 31 zwei Fahrstreifen in einen überbreite Fahrstreifen und einen Radstreifen umgewandelt. Südlich davon entlang der Günterstaler Straße existieren keine Radstreifen, teilweise darf auf der östlichen Seite der Gehweg vom Radverkehr mitgenutzt werden. Die Straßenbahnlinie sorgt zusätzlich für beengte Verhältnisse.
Anbindung von Tiengen und Munzingen
Die Verlängerung von der Haid nach Westen führt entlang der B 31 über die A 5 nach Tiengen und weiter nach Munzingen. Von Tiengen über Opfingen nach Waltershofen führt ein separater Radweg entlang des Mühlbaches östlich der Ortschaften vorbei.

#### FR 7: Merzhauser Straße

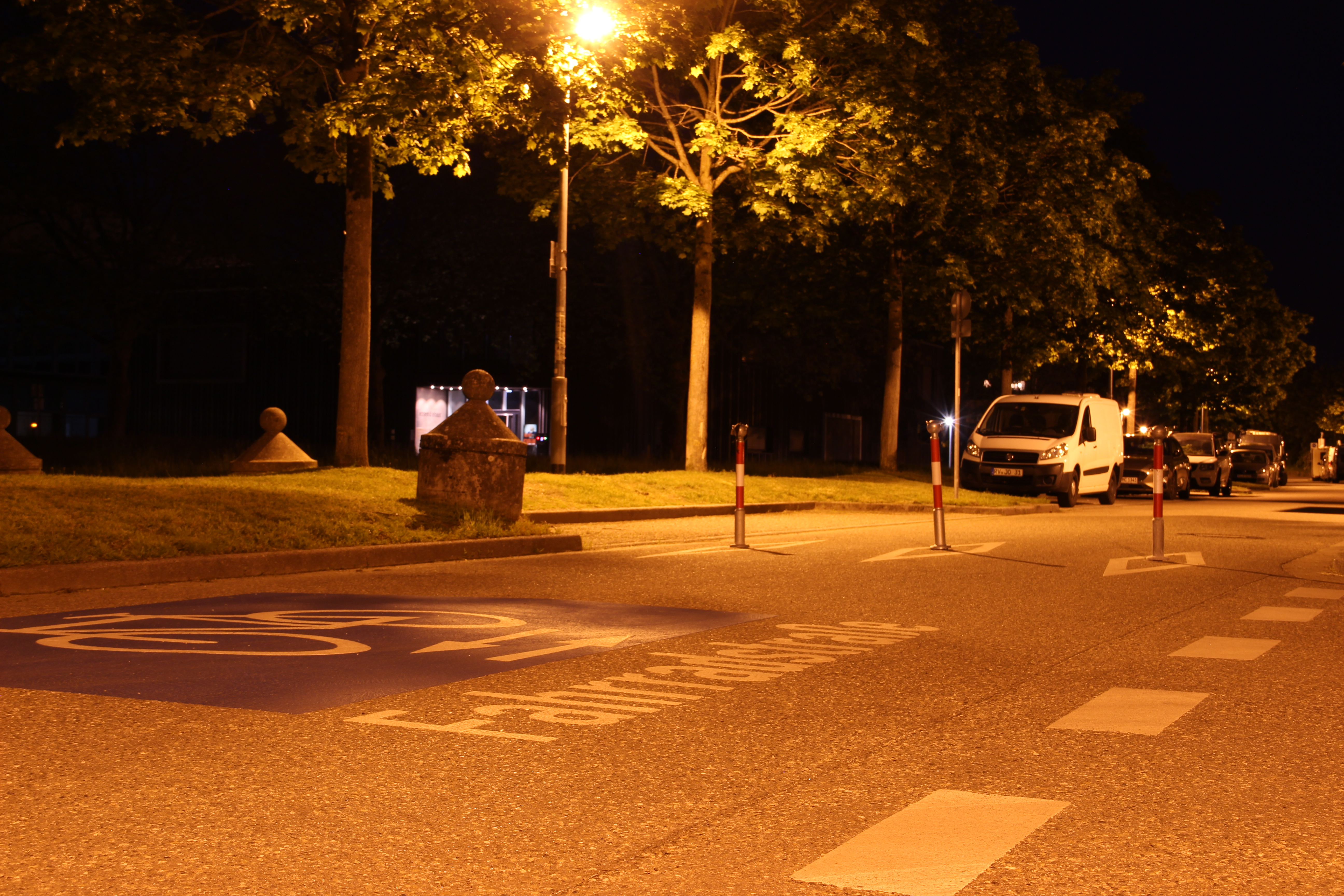
Modalfilter an der Schützenallee, der Kfz-Verkehr verläuft unterirdisch im Tunnel

Der FR 7 führt aus dem Hexental kommend von der Stadtgrenze zu Merzhausen die Merzhauser Straße entlang und mündet bei der Kreuzung mit der Basler Straße in den FR 6. Über die Lorettostraße besteht eine Anbindung an der FR 8.
Parallel zum FR 7 verläuft ein Radweg von der Lorettostraße über die Schlierbergstraße entlang des Lorettoberges nach Merzhausen und Au. An der Lorettostraße besteht Anschluss an den FR 8. Die Durchfahrt an der Schlierbergbrücke nahe der Gemarkungsgrenze zwischen Freiburg und Merzhausen wurde im Mai 2023 angesichts der schmalen Fahrbahn und der Überlastung für den Kfz-Verkehr gesperrt. Anwohner forderten die Aufhebung der Sperrung, da ansonsten verkehrswidriges Verhalten gefördert werde. Diese Route kann angesichts der mehrjährigen Sanierung und Sperrung der L 122 in der Ortsdurchfahrt Merzhausens als Ausweichroute genutzt werden.

#### FR 8: Schützenallee, Lorettostraße
Von der Stadtgrenze führt der FR 8 die Kirchzartenerstraße entlang über die Höllentalbahn und von dort entlang der geplanten Verlängerung der Stadtbahn von der Laßbergstraße zum Kappler Knoten über dem Kappler Tunnel am Bahnhof Littenweiler vorbei. Weiter führt der FR 8 durch Littenweiler und Waldsee entlang der B 31 und ab dem Schützenalleetunnel entlang der Höllentalbahn zum alten Wiehrebahnhof. Zum Teil verläuft der FR 8 dabei über die alte Trasse der Höllentalbahn, die 1934 verlegt wurde. Über die Uracher Straße führt der FR 8 in die Lorettostraße. Nach Kreuzung der Anbindung nach Günterstal mündet der FR 8 über die Johann-von-Werth-Straße in die Basler Straße und damit in den FR 6.
Im Rahmen der Verlängerung der Stadtbahn soll auf der Höhe der Römerstraße eine Straßenbahnhaltestelle entstehen. Hierzu soll ein Bahnübergang über die Höllentalbahn geschaffen werden, der auch die Erreichbarkeit des FR 8 von den südlich der Höllentalbahn gelegenen Wohngebieten Littenweilers erhöht. An der Querung der stark befahrenen Lindenmattenstraße vor dem Bahnübergang zum Bahnhof Littenweiler soll im Zuge der Verlängerung eine Ampel aufgestellt werden.
Auf der Kirchzartener Straße als zentrale Erschließungsstraße des Stadtteils Kappel ist ab September 2024 ein Verkehrsversuch mit Tempo 30 geplant. Bislang besteht dort lediglich ein schmaler Gehweg, auf dem der Radverkehr ohne Benutzungspflicht erlaubt ist. Auf der schmalen Straße kommt es häufig zu Konflikten zwischen Kfz- und Radverkehr. Bislang ist die Anordnung von Tempo 30 zum Schutz des Radverkehrs durch die Straßenverkehrsordnung rechtlich nicht zulässig. Die Benutzungsmöglichkeit auf der Straße wird durch Radpiktogramme verdeutlicht.

## Anfahrt zum Mooswaldstadion

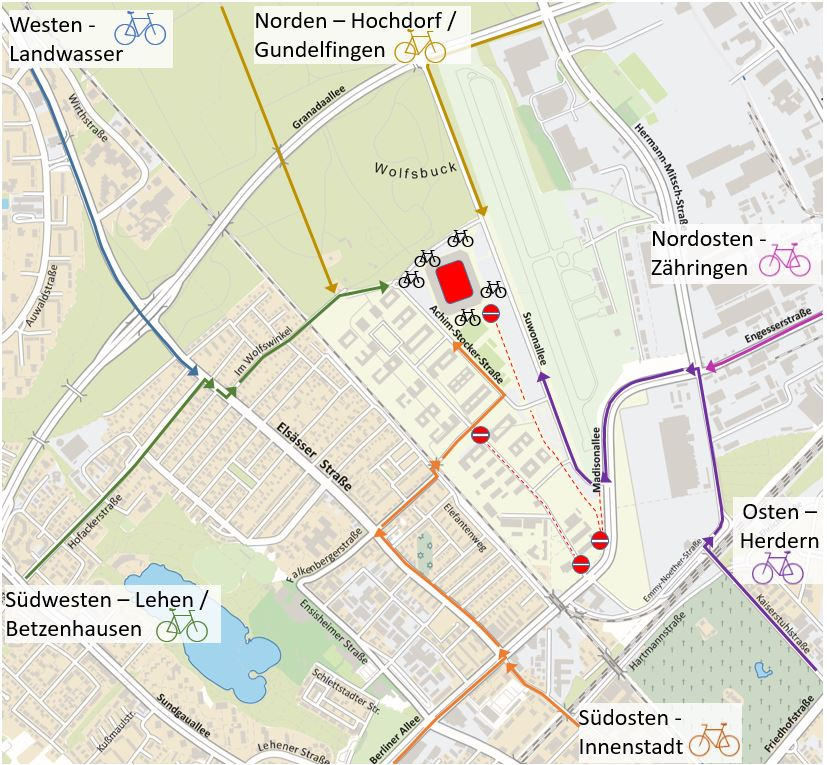
Radverkehr zum Mooswaldstadion

Der Radverkehr aus der Innenstadt erreicht das Mooswaldstadion nicht über die Berliner Allee bzw. Madisonallee als zentrale Erschließungsachse für die Straßenbahn und den Kfz-Verkehr. Es fehlt hier an einer Querungsmöglichkeit vom Radweg über den Straßengraben und die zu Spielbeginn oder -ende stark befahrene Madisonallee zum Stadion. Stattdessen wird der Radverkehr aus der Innenstadt über die Elsässerstraße und den Elefantenweg geleitet und erreicht über die Unterführung unter der Breisacher Bahn an der Falkenbergerstraße direkt die Radabstellanlagen vor dem Eingang E2 am Heimbereich des SC Freiburg.
Zur Abreise in Richtung Industriegebiet Nord wird an Spieltagen zu Spielende die Madisonallee einseitig für den Kfz-Verkehr gesperrt und ein Fahrstreifen für den Radverkehr in Richtung Industriegebiet Nord freigegeben. Der Radverkehr wird so vom Fußverkehr getrennt, der ansonsten auf einem gemeinsamen Geh- und Radweg entlang des Flugplatzes geführt wird.
Am Stadion selbst stehen 3.700 Fahrradparkplätze zur Verfügung und damit deutlich mehr als die 2.100 Stellplätze für den motorisierten Individualverkehr. Der Hauptsponsor Jobrad spendet bei jedem Heimspiel für jeden mit dem Fahrrad angereistem Zuschauer einen Euro für einen guten Zweck. Beim letzten Heimspiel der Saison 2023/24 gegen den 1. FC Heidenheim im Mai 2024 wurde mit 7502 Fahrrädern am Stadion der bisherige Höchststand gezählt.
Auch für die Fahrradinfrastruktur am Mooswaldstadion wurde der SC Freiburg im Jahr 2023 zur fahrradfreundlichsten Persönlichkeit gewählt.

## Sonstige Radverkehrsprojekte
Neben den Radschnellwegen und den Rangvorrangrouten besteht das Radnetz aus Haupt- und Nebenrouten. An den Hauptrouten wurden in den letzten Jahren folgende Projekte verwirklicht:
So wurde an der vierstreifigen Breisacher Straße im Stühlinger in jede Richtung ein Fahrstreifen für den Kfz-Verkehr in einen Radfahrstreifen umgewandelt bzw. durch Umbaumaßnahmen Radstreifen geschaffen. Bis Juni 2025 wurde an der Querung der Breisacher Straße eine Ampel errichtet, wodurch einer der Hauptunfallschwerpunkte Freiburgs entschärft wurde.
An der Berliner Allee in Betzenhausen im Abschnitt zwischen Breisacher Straße und Lehener Straße wurde bis März 2023 der Fuß- und Radweg auf der Westseite entlang des Weststadions verbreitert. Der Radweg soll mittelfristig entlang der Berliner Allee unter Umgehung der bisher genutzten unfallträchtigen Unterführungen an der ehemaligen Oberpostdirektion ebenerdig und nach Möglichkeit beidseitig bis zur Bissierstraße verlängert und an der Sundgauallee mit dem FR 4 und an der Bissierstraße mit dem FR 5 verbunden werden.

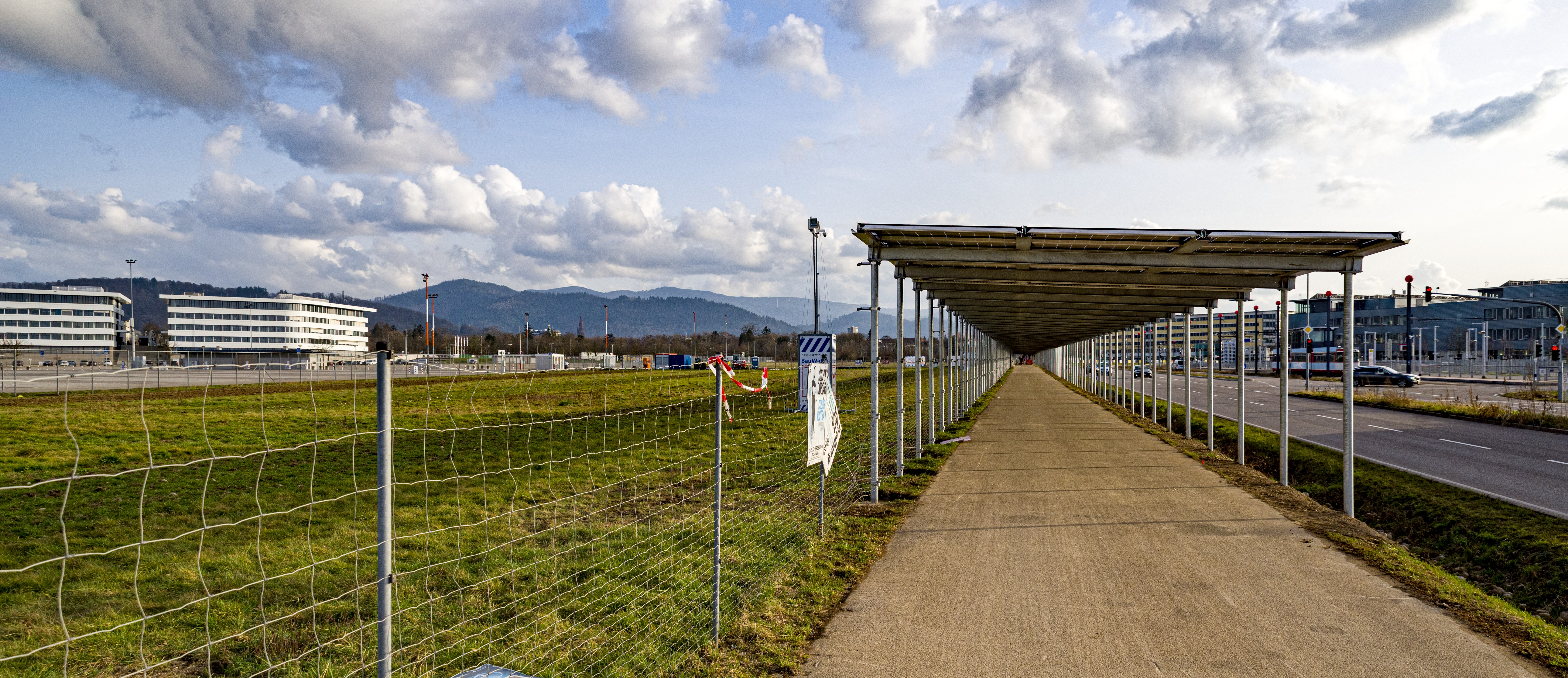
Radweg mit Solarüberdachung

Im April 2023 wurde entlang der Messe der bundesweit erste Radweg mit Solarüberdachung eröffnet. Hierbei soll erforscht werden, inwieweit Verkehrswege mit Solarzellen überdacht werden können, um Strom ohne zusätzliche Flächenversiegelung erzeugen zu können. Der Solarradweg wurde beim Bundeswettbewerb Klimaaktive Kommune 2023 ausgezeichnet.
Die Elässerstraße als zum Teil vierstreifige Durchgangsstraße des Stadtteils Landwasser wird im Jahr 2025 aufgrund ihrer Sanierungsbedürftigkeit umgestaltet und zurückgebaut werden, um mehr Platz für den Rad- und Fußverkehr zu schaffen. Die bisher bestehende steile Fuß- und Radverkehrsbrücke über die Elsässerstraße wurde im April 2025 abgerissen und soll durch eine ebenerdige Querung ersetzt werden.
An der Zähringer Straße als Durchgangsstraße des Stadtteils Zähringen wird seit September 2024 ein Verkehrsversuch dahingehend durchgeführt, dass eine Wahlmöglichkeit zwischen einem breiten Radstreifen und einem Bordsteinradweg geschaffen wurde, um Erkenntnisse über die subjektive Sicherheit zu erhalten. Zuvor standen auf der Südseite im Abschnitt zwischen Isfahanallee und Rastatter Straße neben der vierstreifigen Fahrbahn ein mit dem Fußverkehr geteilter Bordsteinradweg zur Verfügung. Ein Fahrstreifen für den Kfz-Verkehr wurde nun in einen breiten Radstreifen auf der Fahrbahn umgewandelt, wobei der Bordsteinradweg bestehen blieb. Es ist allgemein rechtlich nicht zulässig, zwei Radwege unmittelbar parallel zu führen. Durch Untersuchungen soll festgestellt werden, inwieweit die Breite des Radstreifens und der verbesserte Verkehrsfluss die bauliche Barriere, die der Bordstein zum Kfz-Verkehr schafft, ausgleichen kann und womit eine höhere Nutzerfrequenz, ein niedrigeres Unfallgeschehen und eine erhöhte Verkehrssicherheit erreicht werden kann.

## Radwanderwege
Der Badische Weinradweg führt über ca. 470 km von Laudenbach über Heidelberg, Karlsruhe und Freiburg nach Weil am Rhein. Dabei werden mit der Badischen Bergstraße, dem Kraichgau, der Ortenau, dem Breisgau, dem Kaiserstuhl, dem Tuniberg und dem Markgräfler Land sieben der neun badischen Weinanbaugebiete untereinander verbunden. Der Weg führt dabei in sanften Steigungen durch die Weinberge.
Der Südschwarzwaldradweg führt als Rundweg von Hinterzarten über Waldshut-Tiengen, Basel und Freiburg über eine Länge von 264 km rund um den Naturpark Südschwarzwald. Der Radweg führt mit Ausnahme des Abschnitts zwischen Hinterzarten und Freiburg überwiegend und fast durchgehend bergab.
Die Grüne Straße wurde vom ADAC als Ferienstraße begründet und führt in der Radwegvariante von Titisee über Freiburg, Breisach und Colmar nach Contrexéville im Elsass. Ähnlich verläuft der Europäische Radwanderweg von Freiburg nach Colmar.
Von Breisach aus führt der Breisgau-Radweg um den Tuniberg herum über Munzingen, Tiengen und Opfingen nach Rieselfeld und über die westlichen Stadtteile nach Gundelfingen und Vörstetten bis nach Kenzingen und Herbolzheim.
Der Europäische Radwanderweg von Freiburg nach Mulhouse überquert den Rhein bei Neuenburg.
Der Dreisamtalradweg führt als Rundweg vom Osten Freiburgs über Kirchzarten, Oberried, Buchenbach und Stegen durch alle Gemeinden des Dreisamtales.
Der Markgräfler-Radwanderweg führt von der Wiehre über eine Länge 76 km über Bad Krozingen und Müllheim durch das Markgräfler Land nach Weil am Rhein.
Der Schauinslandrundweg führt über Kirchzarten und Oberried, die Schauinslandstraße sowie Günterstal und die Wiehre einmal um den Schauinsland herum.

## Radsport
Die Tour de France führte in den Jahren 1971 und 2000 durch Freiburg. Im Jahr 2000 führte die 17. Etappe über 246,5 km von Lausanne nach Freiburg und die 18. Etappe im Zeitfahren von Freiburg nach Mulhouse. Im Jahr 1971 führte die Eröffnungsetappe von Mulhouse über Basel und Freiburg zurück nach Mulhouse.
Die dritte Etappe der Deutschland-Tour 2022 startete in Freiburg und endete mit dem Schlussanstieg von Horben kommend auf dem Schauinsland. Auf diesem Schlussanstieg findet seit 2007 einmal im Jahr der sogenannte Schauinslandkönig statt, ein Radrennen auf den Schauinsland. Dabei werden auf 11,5 km Strecke 770 Höhenmeter überwunden.
Im Jahr 2005 fanden die Hallenradsport-Weltmeisterschaften in der Messe statt.
Die Anstiege des Schwarzwaldes bieten für viele Freizeit-Radsportler attraktive Ziele. Besonderer Beliebtheit erfreuen sich neben dem Schauinsland als Freiburger Hausberg auch die Gipfel des Kandels, des Belchens und des Blauens. Gleichzeitig bietet die Rheinebene auch Touren mit geringer Steigung.
Für Mountainbiker gibt es Trails in unterschiedlichen Schwierigkeitsstufen etwa auf dem Rosskopf, vom Schauinsland über den Kybfelsen oder auf dem Schönberg.

## Unfälle
| Jahr | Unfälle Radfahrer | Unfälle Pedelec | tödlich verunglückte Radfahrer | tödlich verunglückte Pedelec-Fahrer | tödlich Verunglückte Gesamt |
| ---- | ----------------- | --------------- | ------------------------------ | ----------------------------------- | --------------------------- |
| 2018 | 723               | 47              | –                              | –                                   | –                           |
| 2019 | 779               | 74              | 2                              | –                                   | 2                           |
| 2020 | 728               | 91              | 3                              | 1                                   | 4                           |
| 2021 | 689               | 107             | –                              | –                                   | –                           |
| 2022 | 845               | 173             | 3                              | 1                                   | 4                           |
| 2023 | 766               | 206             | 1                              | 1                                   | 2                           |
| 2024 | 752               | 187             | 3                              | –                                   | 3                           |

Im Jahr 2010 und im Jahr 2013 ertranken zwei Radler in der Dreisam, die trotz Hochwassers den FR 1 befuhren. Tückisch ist dabei besonders, dass der FR 1 unterhalb der Bahnbrücken abgesenkt ist. Der FR 1 kann von weitem befahrbar aussehen, obwohl der Radweg unter den Bahnbrücken unter Wasser steht. Das starke Gefälle der Dreisam verursacht bei Hochwasser besonders starke Strömungen, die angesichts der bei Niedrigwasser als gemütlich empfundenen Dreisam oft unterschätzt werden und bei Durchquerung schnell zu einem Ausrutschen führen können. Die Stadt Freiburg hat am FR 1 Schrankensysteme etabliert, die eine Befahrung bei Hochwasser verhindern. Die Umleitungsroute für den Abschnitt unter den Bahnbrücken führt von der Ochsenbrücke zur Molkerei Schwarzwaldmilch, nach links über die Haslacher Straße, entlang der B 31 am äußeren Rand unter den Bahnbrücken durch und entlang der Auffahrt zur Heinrich-von-Stephan-Straße wieder auf den FR 1. Die Umleitungsroute für den Abschnitt an der Leo-Wohleb-Brücke führt von der Schwabentorbrücke über den Altstadtring zur unteren Schwarzwaldstraße und weiter zur Brauerei Ganter.
Nachdem sich im Jahr 2020 nach einem tödlichen Unfall im Jahr 2016 ein weiterer tödlicher Unfall an der Heinrich-von-Stephan-Straße an der Auffahrt zur B 31 ereignet hatte, bei denen jeweils rechtsabbiegende LKW geradeausfahrende Radfahrer überfahren hatten, wurden die Kreuzung und die Ampelanlage derart umgestaltet, dass der rechtsabbiegende motorisierte Verkehr streng vom geradeausfahrenden Radverkehr getrennt ist. Dazu wurde eine eigene zusätzliche Ampelschaltung für den Radverkehr installiert.
Im September 2020 starb ein Radfahrer in der Oberwiehre in einer 30er-Zone, nachdem ihm von einem Autofahrer die Vorfahrt genommen worden war. Verantwortlich wurden neben überhöhter Geschwindigkeit auch die schlechten Sichtenverhältnisse im Kreuzungsbereich gemacht. Die engen Kreuzungen in der Mittel- und Oberwiehre wurden daraufhin überprüft und etwa durch farbliche Markierungen und den Wegfall von Parkplätzen übersichtlicher gestaltet.
Im Juni 2023 befuhr ein Radfahrer in Kirchzarten außerorts ohne Licht einen abschüssigen Radweg und übersah dabei einen Fußgänger, der in gleicher Richtung unterwegs war. Der Fußgänger starb in Folge der Kopfverletzungen, die durch den Zusammenprall entstanden waren. Das Amtsgericht Freiburg verurteilte den Radfahrer wegen fahrlässiger Tötung zu einer Bewährungsstrafe von einem Jahr und neun Monaten.
Seit Mai 2025 besteht eine spezielle Fahrradstaffel des Polizeipräsidiums Freiburg, die einerseits den Radverkehr überwachen und andererseits radfahrspezifische Gefahren wahrnehmen und vermeiden soll.

## Wirkungen und Auszeichnungen
Freiburg erreichte hinter Münster und vor Karlsruhe den zweiten Platz im bundesweiten Fahrradklima-Test 2024 des ADFC in der Kategorie Großstädte über 200.000 Einwohner. Dieses Ranking beruht auf Umfragen und Bewertungen von Radfahrenden in den jeweiligen Städten. Bereits seit über zehn Jahren belegen diese drei Städte in wechselnder Reihenfolge die ersten drei Plätze mit größerem Abstand zu anderen Städten und begründen damit ihren Ruf als fahrradfreundlichste Städte Deutschlands. Die Bewertungen liegen jedoch meist über 3,00, damit als Schulnote meist nur im Bereich eines guten befriedigend.
Im Jahr 2023 wurde der SC Freiburg zur fahrradfreundlichsten Persönlichkeit ausgezeichnet. Grund dafür war nicht zuletzt die Fahrradinfrastruktur am Mooswaldstadion und die Wahl des Freiburger Unternehmens Jobrad als Hauptsponsor.
Beim ADAC-Monitor Mobil in Städten 2021, einer Befragung in 29 ausgewählten Städten von etwa 170.000 bis 366.000 Einwohnern (also ohne die größten deutschen Städte) schneidet Freiburg beim Radverkehr nach Münster, Karlsruhe und Oldenburg am viertbesten ab, mit 33 (Zufriedenheitsindex in Prozentpunkten von −100 bis +100). Da die Zufriedenheit beim Fußverkehr (49), beim ÖPNV (40) ebenfalls hoch ist, beim Autoverkehr (−1) jedoch deutlich geringer ist, wird damit insgesamt der vierte Platz mit 30 erreicht. Münster hat auch dank einer hohen Zufriedenheit für den Fußverkehr (51) mit 35 insgesamt den ersten Platz, es folgen Rostock und Oldenburg.
Freiburg wurde im Jahr 2011 mit Karlsruhe und Offenburg als erste Städte Baden-Württembergs als fahrradfreundliche Kommunen ausgezeichnet, 2017 wurde die Auszeichnung erneuert.